# Eugénisme en France

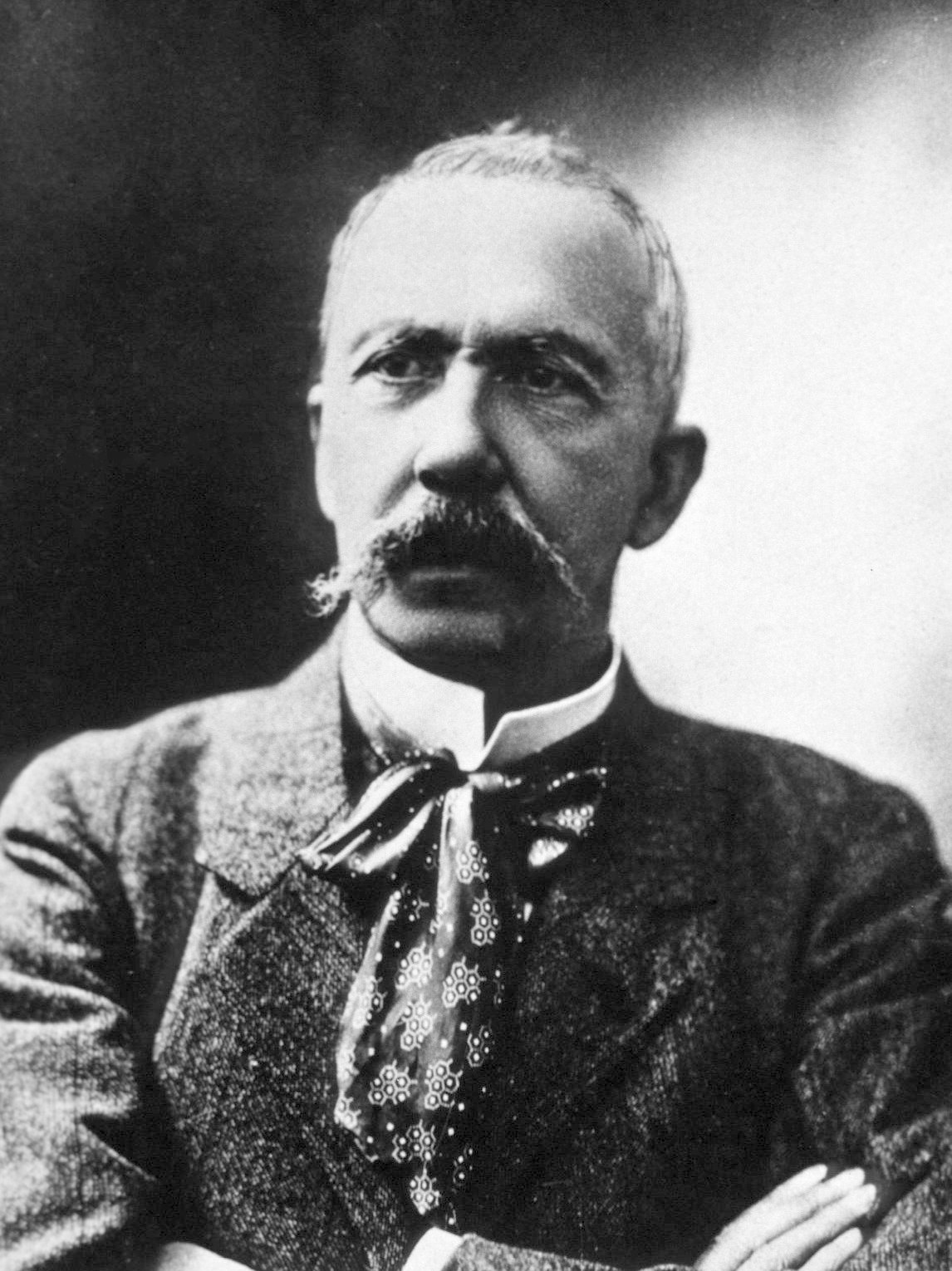
Charles Richet, prix Nobel de médecine en 1913, et président de la Société française d'eugénique de 1920 à 1926.

Vous lisez un « bon article » labellisé en 2020.
L'eugénisme en France, malgré son échec politique sous la Troisième République, connaît un développement théorique précoce et abouti. Cette idéologie eugéniste médicale préconise la formation d'une élite humaine sous la conduite de l'État français dès la fin du XVIIIe siècle. La connaissance subséquente des théories de l'anthropologue et statisticien britannique Francis Galton, premier théoricien de l'eugénisme, mène à la création de la Société française d'eugénique en 1913. 
Bien que de nombreuses demandes de mesures interventionnistes soient portées par les théoriciens français de l'eugénisme jusque durant la première moitié du XXe siècle, cette idéologie a peu d'incidences sur les citoyens français, au contraire de ceux des pays anglo-saxons et du Troisième Reich. Une seule loi d'inspiration eugéniste est adoptée en France, celle établissant le certificat prénuptial obligatoire, sous le régime de Vichy. Les raisons de cet échec, multiples, sont plus particulièrement liées à l'influence du catholicisme, au néo-lamarckisme, et à la dépopulation consécutive aux guerres.
Les deux propagateurs d'idées eugénistes les plus connus sont le prix Nobel de médecine Charles Richet, président de la Société française d'eugénique et qui promeut la mise à mort des enfants handicapés, et Alexis Carrel, qui dirige la Fondation française pour l'étude des problèmes humains sous le régime de Vichy. Paul Robin incarne, à la fin du XIXe siècle, le courant néo-malthusien de l'eugénisme français. Le puériculteur Adolphe Pinard monte un ambitieux projet de contrôle de la procréation. Le médecin militaire Charles Binet-Sanglé propose la création d'un « haras humain ». Malgré le procès des médecins nazis à Nuremberg pour crime contre l'humanité, l'idéologie eugéniste continue d'être brièvement défendue par le biologiste Jean Rostand durant les années 1950, l'absence de connaissance des atrocités commises au nom de l'idéologie eugéniste sur le sol allemand n'entraînant que peu de condamnations officielles de ces pratiques en France. 
L'émergence d'une nouvelle forme d'eugénisme, en France comme dans d'autres pays occidentaux, questionne l'éthique des pratiques médicales depuis les années 1990, en particulier depuis l'affaire Perruche. Avec l'adoption de la première loi de bioéthique en 1994, la France condamne officiellement toute pratique de sélection eugénique collective, au titre des « crimes contre l'espèce humaine » ; cependant, ce pays autorise une sélection individuelle des naissances. Le débat autour de l'eugénisme se réactive à travers des questionnements liés à des pratiques médicales telles que le diagnostic prénatal (DPN), le diagnostic préimplantatoire (DPI), et la forme d'avortement sélectif définie comme interruption médicale de grossesse (IMG) dans les lois françaises, autorisée à tout moment en cas de suspicion de maladie génétique ou de handicap graves. Les futurs parents peuvent éviter de donner naissance à des enfants suspectés ou détectés porteurs de handicaps tels qu'une trisomie 21 ou un nanisme, différentes personnes concernées par ces handicaps estimant que la disparition de ces catégories humaines relève de l'eugénisme. Ces questions donnent lieu à de longs débats entre médecins, éthiciens, philosophes, responsables associatifs et personnalités politiques ; elles influencent aussi les révisions de lois de bioéthique en France.

## Sources et définition

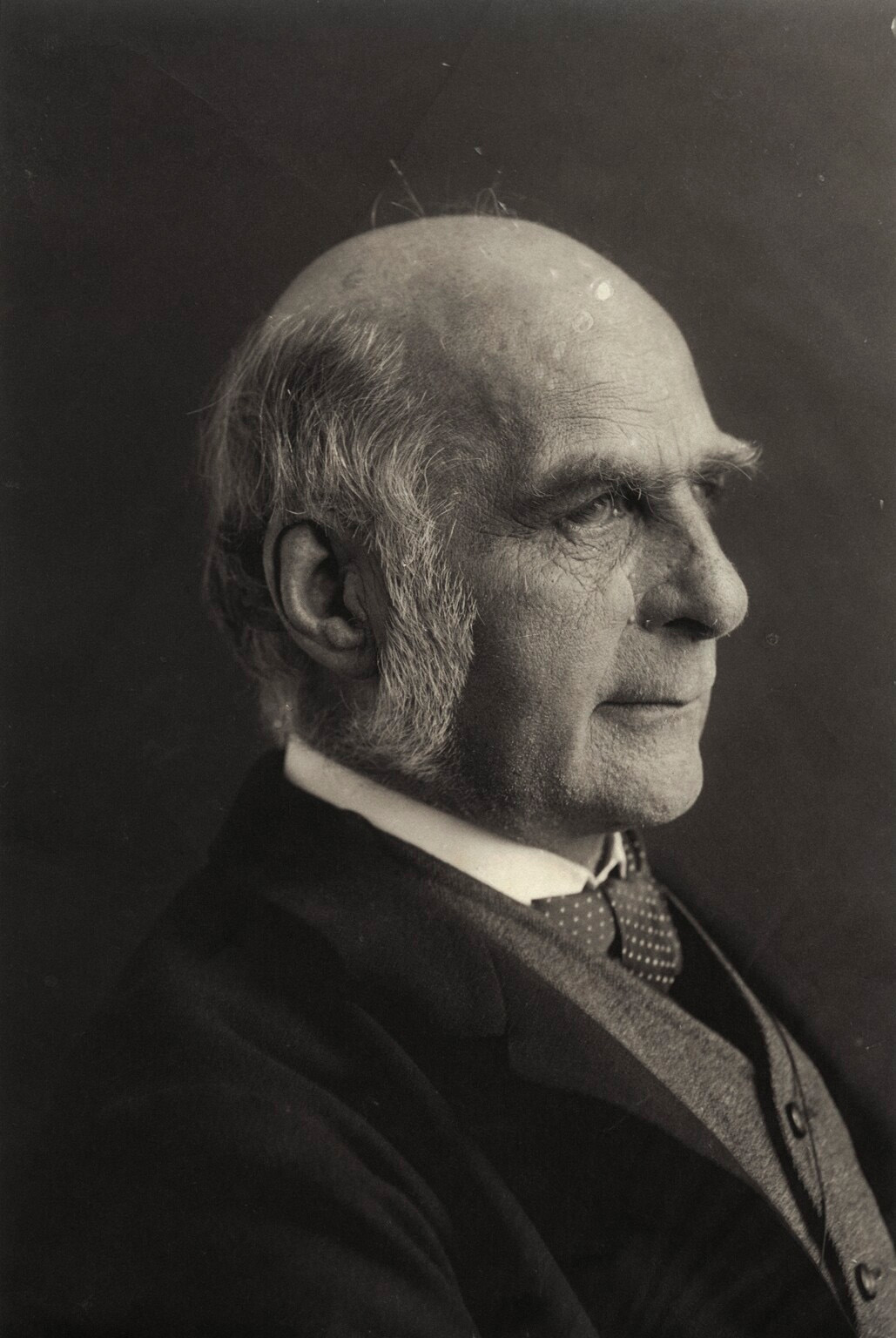
Francis Galton, premier théoricien de l'eugénisme.

En France tout particulièrement, l'eugénisme est un sujet tabou, « honteux, longtemps frappé d'opprobre après la deuxième guerre mondiale » selon l'historienne Anne Carol ; « frappé d'anathème dans l'historiographie française » selon l'historienne Valentine Hoffbeck. Ce champ de recherches est ouvert par l'historien spécialiste de la médecine et de la santé Jacques Léonard, qui dirige officiellement en 1984 un D.E.A. consacré aux origines de l'eugénisme en France, à l'Université Rennes-II. Il n'intéresse les historiens, français pour la plupart, que depuis les années 1990. Il est abordé par le prisme des sciences politiques auparavant.
Anne Carol, dont la thèse porte sur l'eugénisme français, souligne les difficultés posées par ce sujet d'étude, notamment en termes d'anachronisme (relecture à la lumière des connaissances du génocide nazi). Cela entraîne d'après elle deux risques d'impasses méthodologiques majeures : « dénoncer systématiquement le pire », et faire l'éloge de l'eugénisme français dans la mesure où la France n'a pas connu d'« excès criminels ».
La promotion de l'eugénisme dans la société française est surtout le fait de médecins, le faisant parfois qualifier d'« eugénisme médical ». La plupart des défenseurs de l'idéologie eugéniste historique proviennent de la Faculté de médecine de Paris, et plus rarement de la Statistique générale,. D'après Anne Carol, la forte participation des médecins à ce mouvement constitue une spécificité française au regard du développement de l'eugénisme dans d'autres pays, en particulier au Royaume-Uni, où sa défense est surtout le fait de statisticiens. L'association entre « eugénisme » et « médical » semble à première vue antinomique, le premier terme renvoyant à l'élimination physique d'individus, et le second au soin, à la guérison, à une déontologie, et au devoir d'assistance.

### Définitions internationales de l'eugénisme
La définition même de l'eugénisme par son théoricien britannique Francis Galton ne fait pas consensus,. Les définitions proposées permettent en effet d'y inclure tout ce qui influe sur la « sélection humaine », que ce soit par la génétique ou par l'environnement, ; par ailleurs, cette définition galtonienne fluctue dans le temps. En 1904, Galton définit l'eugénisme comme « la science qui traite de toutes les influences qui améliorent les qualités innées d'une race ». Il convient aussi de distinguer un eugénisme dit « positif » (sélection des « meilleurs ») d'un eugénisme dit « négatif » (élimination physique des individus dits « dysgéniques »).

### Terminologie
Une difficulté terminologique se pose lors de l'étude historique de l'eugénisme en France. La traduction du mot anglais eugenics, apparue en 1886 en français,, existe sous deux formes introduites par le théoricien raciste Georges Vacher de Lapouge : « eugénique » et « eugénisme »,. Il définit le premier mot pour les personnes dotées d'aptitudes supérieures à la moyenne, et le second, pour décrire le phénomène inverse à la dégénérescence,, :

« Il y a des familles de dégénérés […]. Il y a des familles de criminels. Chez d'autres le talent vient par droit de naissance, comme la santé, la force, la beauté […] ! Ceux-là sont les eugéniques et l'eugénisme est le sourire de l'hérédité, comme la dégénérescence est sa malédiction. »

Le mot « eugénisme » n'est pratiquement pas employé en français avant 1914,. Initialement, les publications prônant une sélection humaine comportent une grande variété d'expressions ou de néologismes tels qu'« élevage de l'homme », « viriculture », « hominiculture », « anthropogénétique », ou encore « biocratie, ». Adolphe Pinard, notamment, préfère le terme de « puériculture », qu'il décrit comme la recherche des « connaissances relatives à la reproduction, la conservation et l'amélioration de l'espèce humaine,, », à ceux d'« eugénique » ou d'« eugénisme ». Les puériculteurs peuvent ainsi cacher leurs objectifs eugénistes. Le Dr Louis Simon propose, dans sa thèse de doctorat en médecine, le mot « eugénétique ».

### Courants idéologiques eugénistes français

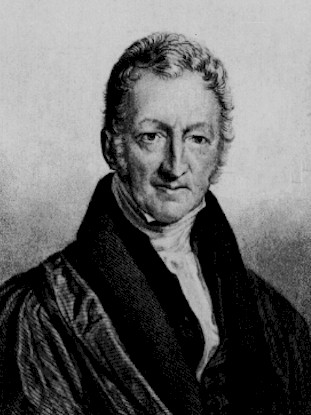
Thomas Malthus, dont les idées sur les pauvres ont inspiré ensuite le développement de l'eugénisme, en France comme dans d'autres pays.

Pour l'historien et sociologue Pierre-André Taguieff, l'eugénisme est par nature un interventionnisme reposant sur l'État,,. L'eugénisme se revendique classiquement de l'idéologie de Thomas Malthus (malthusianisme), pour qui les pauvres sont responsables de leur sort, car ils se reproduisent malgré l'absence de moyens matériels permettant d'assurer leur subsistance. On y retrouve aussi l'influence des interprétations de Charles Darwin connues sous le nom de darwinisme social, selon lesquelles seuls les individus plus forts et les mieux adaptés survivent. Le théoricien de l'eugénisme Francis Galton s'inspire de ces deux idéologies pour déclarer que la tendance naturelle de l'espèce humaine à venir en aide aux pauvres et aux « faibles » doit être combattue, afin de diminuer le nombre d'êtres humains inadaptés, et d'augmenter le nombre d'individus propres à améliorer l'espèce humaine.
Pierre-André Taguieff identifie trois courants eugénistes différents en France : un courant d'inspiration darwinienne, socialiste et aryaniste porté par l'anthropologue racialiste Georges Vacher de Lapouge ; un courant nataliste, d'inspiration lamarckienne et patriotique suivi par les hygiénistes, médecins (dont le puériculteur Adolphe Pinard) et pédagogues, courant qui se montre défavorable à toute limitation des naissances, ; enfin, un eugénisme d'inspiration néo-malthusienne, pacifiste et libertaire, influencé par le féminisme et porté, tout particulièrement, par le pédagogue Paul Robin,.
L'éthicien Gwen Terrenoire identifie pour sa part cinq courants idéologiques : un courant médical porté par Adolphe Pinard, un courant raciste porté par Vacher de Lapouge et reprit par Charles Richet, un courant néo-malthusien porté par Paul Robin et reprit par Édouard Toulouse, un courant interventionniste prônant stérilisations et contrôle des mariages porté par la Société française d'eugénique durant les années 1930, enfin un courant biocratique porté par Alexis Carrel.

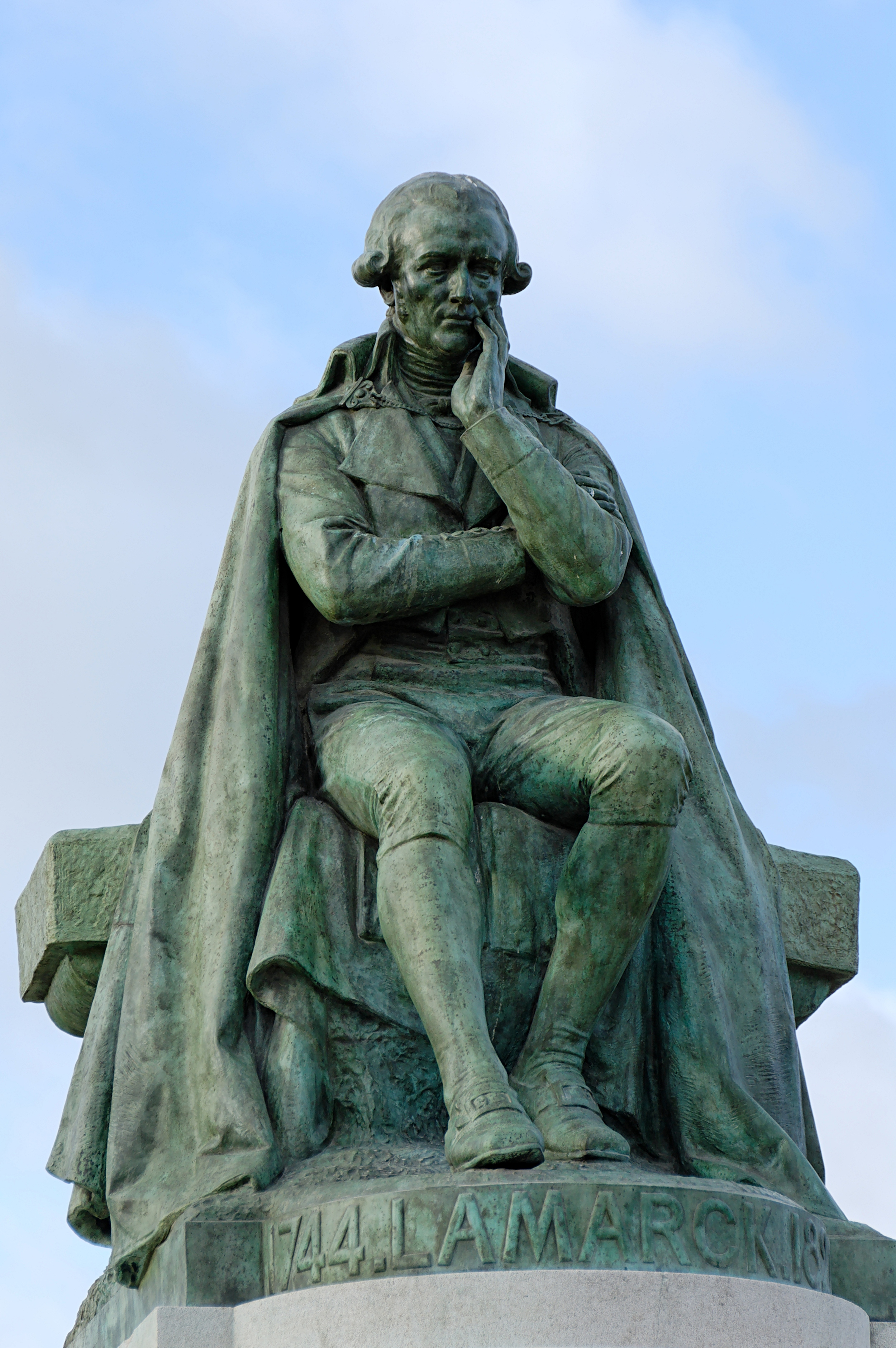
Jean-Baptiste de Lamarck, dont l'interprétation des textes et propos donne naissance au néo-lamarckisme, idéologie qui influence profondément l'histoire de l'eugénisme en France.

Taguieff note que certains de ces courants s'excluent mutuellement. Par comparaison avec l'eugénisme anglo-saxon, l'idéologie française est moins darwinienne, et davantage lamarckiste,. Ce néo-lamarckisme, qui se développe en réaction aux théories relatives à l'hérédité, influence très profondément l'histoire de l'eugénisme en France, à travers des préoccupations constantes envers les effets dégénératifs de l'environnement, et les influences sociales. Il constitue une différence nette entre l'eugénisme français et les autres mouvements eugénistes européens,.
Le courant eugéniste néo-malthusien est plus précisément étudié par l'historien et sociologue Alain Drouard, qui souligne un recoupement d'idées important entre néo-malthusianisme et eugénisme négatif, ainsi qu'une continuité dans les engagements associatifs des défenseurs de ces deux idéologies.

## Histoire
En comparaison à d'autres pays, la concrétisation des idées eugénistes dans les lois françaises se révèle très modeste,. La France n'a, par exemple, jamais adopté de loi instituant une stérilisation facultative ou obligatoire pour cause de handicap mental ou de criminalité (au contraire de nombreux pays occidentaux),,. Selon Taguieff, « à bien des égards, l'introduction de l'eugénisme en France peut apparaître comme une non-introduction. Le contraste avec la Grande-Bretagne et surtout les États-Unis est très significatif : la France n'a pas connu de mouvement eugéniste comparable, même de loin, à ceux qui, depuis le début du xxe siècle, ont notablement influé sur les orientations politiques des pays anglo-saxons ». L'historien des sciences Alexandre Moatti nuance ces observations, du fait qu'en dépit de concrétisations modestes, le développement théorique des idées eugénistes soit à la fois précoce et très abouti.

### Genèse de l'eugénisme français avant Francis Galton
D'après Anne Carol, il existe « un eugénisme français dont la genèse est indépendante de la pensée de Galton, à laquelle la problématique est étrangère, et qui est en quelque sorte sécrété par l'évolution de la médecine elle-même », notamment par volonté de lutter contre la « dégénérescence humaine, » et de contrôler unions et procréations. Bien que le mot « eugénisme » n'existe pas encore, le corpus médical français de la fin du XIXe siècle défend des théories assimilables à de l'« eugénisme en germe, ». Le maître de conférences à l'université de Toronto William Max Nelson, ainsi que les historiens à l'Université de Californie Richard S. Fogarty et Michael A. Osborne, préfèrent parler de « proto-eugénisme ».
Anne Carol fait remonter la plus ancienne source de contribution à cet eugénisme français au XVIIe siècle, avec les traités de l'« art d'engendrer », destinés aux parents à titre privé, qui contiennent de longues énumérations des facteurs propices à une « bonne progéniture », et introduisent la notion de « dégénération » de l'espèce humaine. En particulier, le poème latin La Callipédie, dont la première édition est datée de 1655, donne des conseils de choix des procréateurs en insistant sur l'absence de défauts.
À partir de la fin du XVIIIe siècle, ces traités s'adressent aux législateurs, proposant des conduites collectives dans « l'intérêt public », ainsi que l'illustre l'Essai sur la manière de perfectionner l'espèce humaine de Charles-Augustin Vandermonde, publié en 1756. Robert Le Jeune publie en 1801 son Essai sur la mégalanthropogénésie (un néologisme de son invention), qui propose la formation d'une élite humaine sous la conduite de l'État, grâce à l'octroi de primes aux mariages,. Cette même année, le médecin P. Mahon demande d'éviter l'approbation des mariages entre individus présentant des infirmités « contagieuses ou héréditaires », tout en proposant des mesures d'évitement clairement eugénistes.
Une autre source de préoccupations réside dans l'Empire colonial français, des racialistes comme Guillaume Poncet de la Grave (1725 - 1803) menant d'actives campagnes contre les mariages interraciaux entre hommes noirs et femmes françaises, en arguant que cela expose le sang français à la « corruption », et donnera naissance à des enfants « défigurés ». Dans le Supplément au Voyage de Bougainville (1796), Denis Diderot décrit un chef tahitien fictif, Orou, qui promeut les relations sexuelles entre les femmes tahitiennes et les hommes français afin de renforcer son peuple et de « régénérer » son intelligence. Durant la première moitié du XIXe siècle, les manuels pré-eugéniques insistent sur l'Amour au sein du couple, qui donnerait des enfants beaux et sains.
|                                                                                               |
| Essai sur la manière de perfectionner l'espèce humaine de Charles-Augustin Vandermonde, 1756. |

|                                                                       |
| Essai sur la mégalanthropogénésie de Louis-Joseph-Marie Robert, 1801. |

|                                                                           |
| Essai sur l'inégalité des races humaines d'Arthur de Gobineau, 1853-1855. |

|                                                     |
| Traité des dégénérescences de Bénédict Morel, 1857. |

Arthur de Gobineau introduit une dimension raciste dans son Essai sur l'inégalité des races humaines (1853-1855), qui établit une classification et « fait apparaître plus directement certaines articulations conceptuelles caractéristiques de l'eugénisme » selon la juriste Catherine Bachelard-Jobard. Le Traité des dégénérescences du psychiatre Bénédict Morel, publié en 1857, réactive la notion de dégénérescence de l'espèce humaine (théorie de la dégénérescence), en posant comme nécessaire la création d'un programme de santé publique afin de la prévenir. Ses disciples aliénistes développent cette notion dans leur domaine. Le Dr Rey publie en 1863 Dégénération de l'espèce humaine et sa régénération, préconisant l'élimination des procréateurs malades, et des incitations aux unions « régénératrices ». La théorie de la dégénérescence se diffuse largement vers les journalistes, les politiques, et le grand public de l'époque, et fournit un terreau fertile pour une approche médicale des comportements déviants au milieu du XIXe siècle, permettant de poser la médecine comme seule capable de prémunir la société de ces déviances.

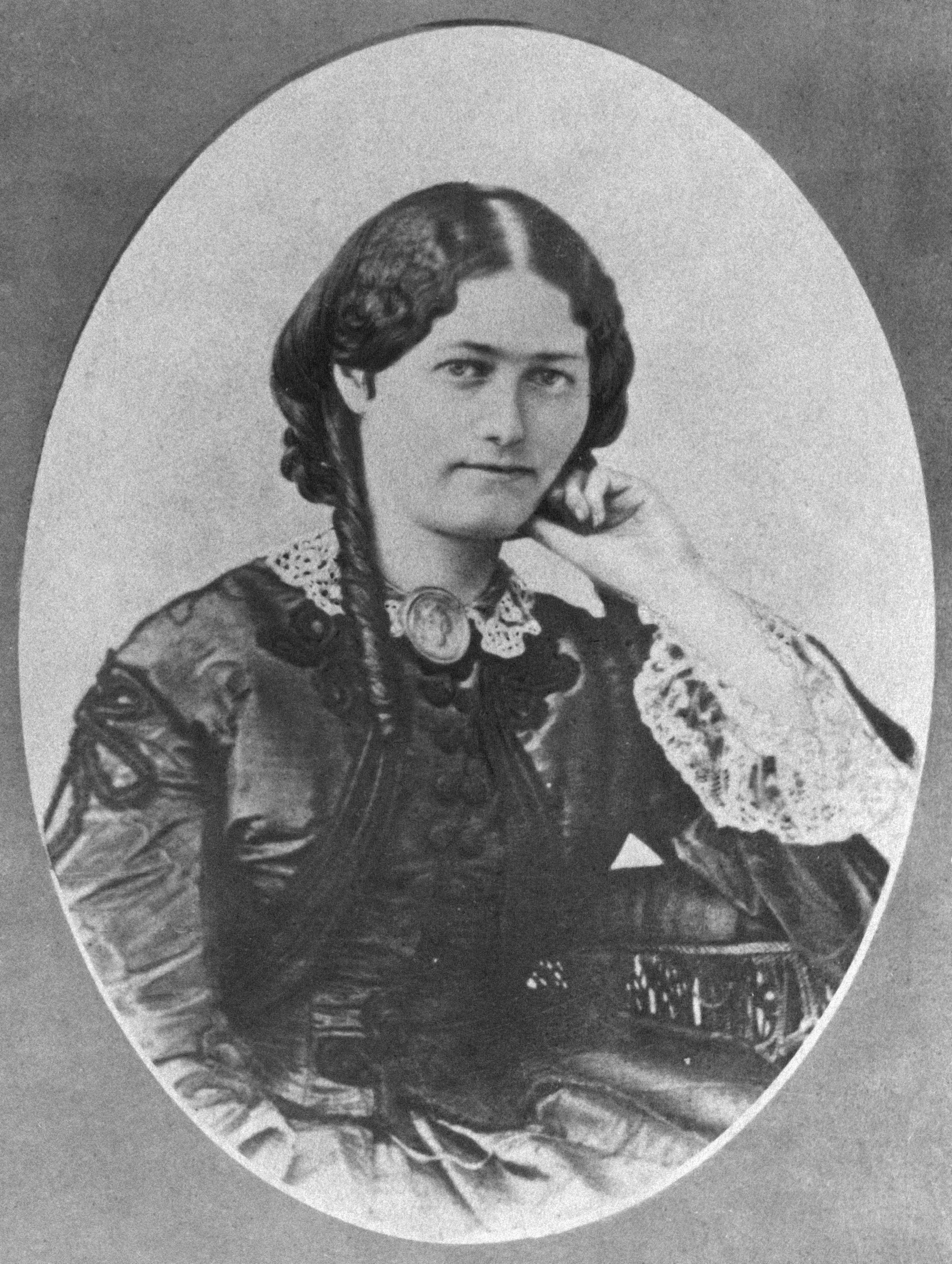
Clémence Royer, ici photographiée en 1865 à l'âge de 35 ans par Nadar, trois ans après sa préface aux travaux de Charles Darwin, est considérée comme l'autrice d'un des premiers textes eugénistes publiés en France.

L'un des textes français les plus anciens qui puissent être qualifiés de réellement eugénistes est la préface aux travaux de Charles Darwin écrite par Clémence Royer en 1862, dans laquelle elle exprime son souhait d'élimination des faibles et des infirmes. Le jeune médecin Eugène Dally soutient, en 1863 et 1864, que la nature criminelle de certains individus ne peut être modifiée, créée la notion juridique de responsabilité morale, et propose la création d'asiles pour y enfermer les déviants incurables à vie. La nature innée ou acquise du statut de criminel alimente longuement les débats de l'époque. Ces débats, débouchant sur l'idéologie hygiéniste, se radicalisent peu à peu vers l'idée d'empêcher les criminels de naître et de se reproduire, en raison de l'« inefficacité » des peines d'emprisonnement.
La volonté de réduire la mortalité infantile constitue une préoccupation majeure, tout en permettant aux médecins d'intervenir pendant la grossesse puis auprès de très jeunes enfants, donnant naissance au concept de puériculture (alors conçu comme une science médicale pour élever les jeunes enfants de façon hygiénique) par A. Caron en 1865, dans une volonté de réduire le nombre d'enfants « dégénérés ». Une troisième source de contribution à l'eugénisme réside dans la vénérologie, le souhait d'éviter la propagation de la syphilis inspirant la proposition d'examen de dépistage prénuptial,. Après la défaite face à l'Allemagne en 1870, la médecine militaire prend part à ces débats en tenant un discours hygiéniste,. Pour Carol, les personnes qui tiennent ces discours convergents voient dans l'eugénisme la réponse ultime aux problèmes qu'ils soulèvent. Les progrès de l'horticulture et de la zootechnie ont vraisemblablement influencé ces idées.
Dans ce contexte, d'après Jacques Léonard, « l'eugénique de Galton ne tombe pas en France sur un terrain vierge ». Le professeur émérite d'histoire William H. Schneider y voit une réaction à des préoccupations sociales de dégénération et de déclin de la population,, dans un contexte de croissance de population plus faible que celui de l'Allemagne, après la défaite de la guerre franco-allemande de 1870,.

### Premières tentatives d'implantation

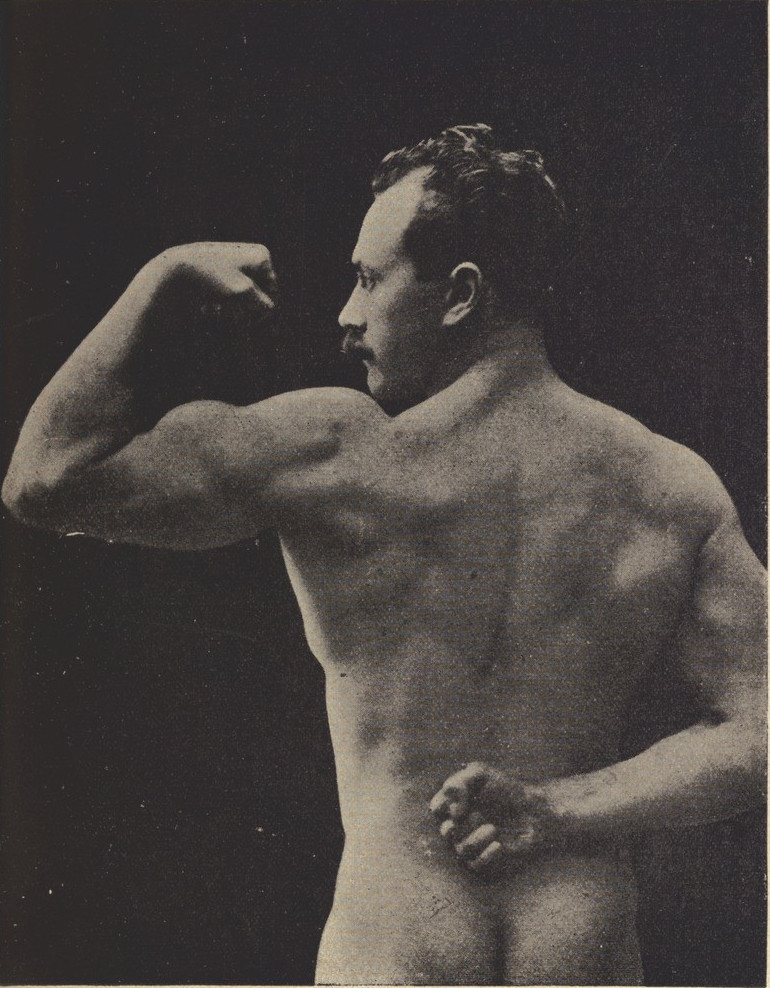
Le Edmond Desbonnet posant dans son propre ouvrage hygiéniste et eugéniste, L'art de créer le Pur-Sang humain, en 1907.

Le courant eugénique français se développe à partir des années 1880 sur ce terrain de publications et de préoccupations médicales, en se nourrissant des théories de Francis Galton (et de sa définition de l'eugénisme formulée en 1883) et de Charles Darwin, avec des spécificités nationales, en particulier l'influence des natalistes, des malthusiens, des socialistes et des hygiénistes. L'antisémitisme nationaliste influence ces idées durant les années 1890,, puis il est fait appel aux théories de la génétique mendélienne, à partir des années 1900. L'une de ses idées fortes est d'obtenir un contrôle sur la reproduction humaine, en refusant le « laisser-faire, ». D'après Schneider, il s'agit moins d'un mouvement eugéniste organisé que de volontés convergentes dans la lutte contre la « dégénérescence ».
Alfred Naquet parvient, en 1884, à faire accepter dans la loi le divorce pour des motifs eugénistes mais présentés comme des troubles de santé occasionnant des violences pour les proches (ivrognerie, folie, etc.). Entre 1886 et 1888, le théoricien raciste Georges Vacher de Lapouge introduit pour la première fois les mots « eugénique » et « eugénisme » en français dans ses textes, publiés par la Revue d'anthropologie,. L'influence néo-malthusienne est surtout le fait de Paul Robin, qui fonde en 1896 la « Ligue de la régénération humaine », en même temps que le journal Régénération,,. Cette même année, Maurice Barrès emploie également le terme « eugénisme » dans ses Cahiers. La création de l'Alliance nationale contre la dépopulation en 1896 mène à des affrontements idéologiques récurrents entre néo-malthusiens et natalistes. Une intense propagande néo-malthusienne se décline en affiches, poèmes et étiquettes, collés jusque sur les églises d'après les natalistes.
Au début du XXe siècle, les préoccupations eugénistes françaises sont nourries de discours sur le déclin démographique du pays, et alimentées par les plus éminents démographes,. Les eugénistes déplorent que les choix d'unions puissent être motivés par les affaires et la fortune, plutôt que par l'amour et l'attirance pour le physique de l'autre.
En 1901, le professeur de médecine retraité J. Servier propose dans les Archives d'anthropologie criminelle de castrer les criminels afin d'éliminer des « procréateurs dégénérés ». En 1902, Paul Robin scandalise les participants d'un congrès d'assistance familiale, en suggérant de stériliser les parents qui « encombrent l'humanité de dégénérés ». Les propositions de lois eugénistes ne rencontrent aucun succès, en particulier la proposition d'avortement thérapeutique pour « hérédité mauvaise », soumise en 1909. En 1907, Le Pr Edmond Desbonnet et le Dr Rouhet publient L'Art de créer le Pur-Sang humain, ouvrage qui constitue une ode à un « art eugénique néo-lamarckien » selon la professeure d'Art Fae Brauer (en), en « portant au pinacle la beauté occidentale, juxtaposée au concept de « corps Pur-Sang » et à la statuaire grecque ». Ils y louent les unions amoureuses entre hommes et femmes « forts et beaux ». Cet ouvrage s'inscrit dans une continuité de publications assimilant « l'élevage de l'homme » à celui des animaux, et tout particulièrement, à celui du cheval (avec L'élevage humain de Maurice Boigey en 1917, et Le haras humain de Charles Binet-Sanglé en 1918).

### Société française d'eugénique

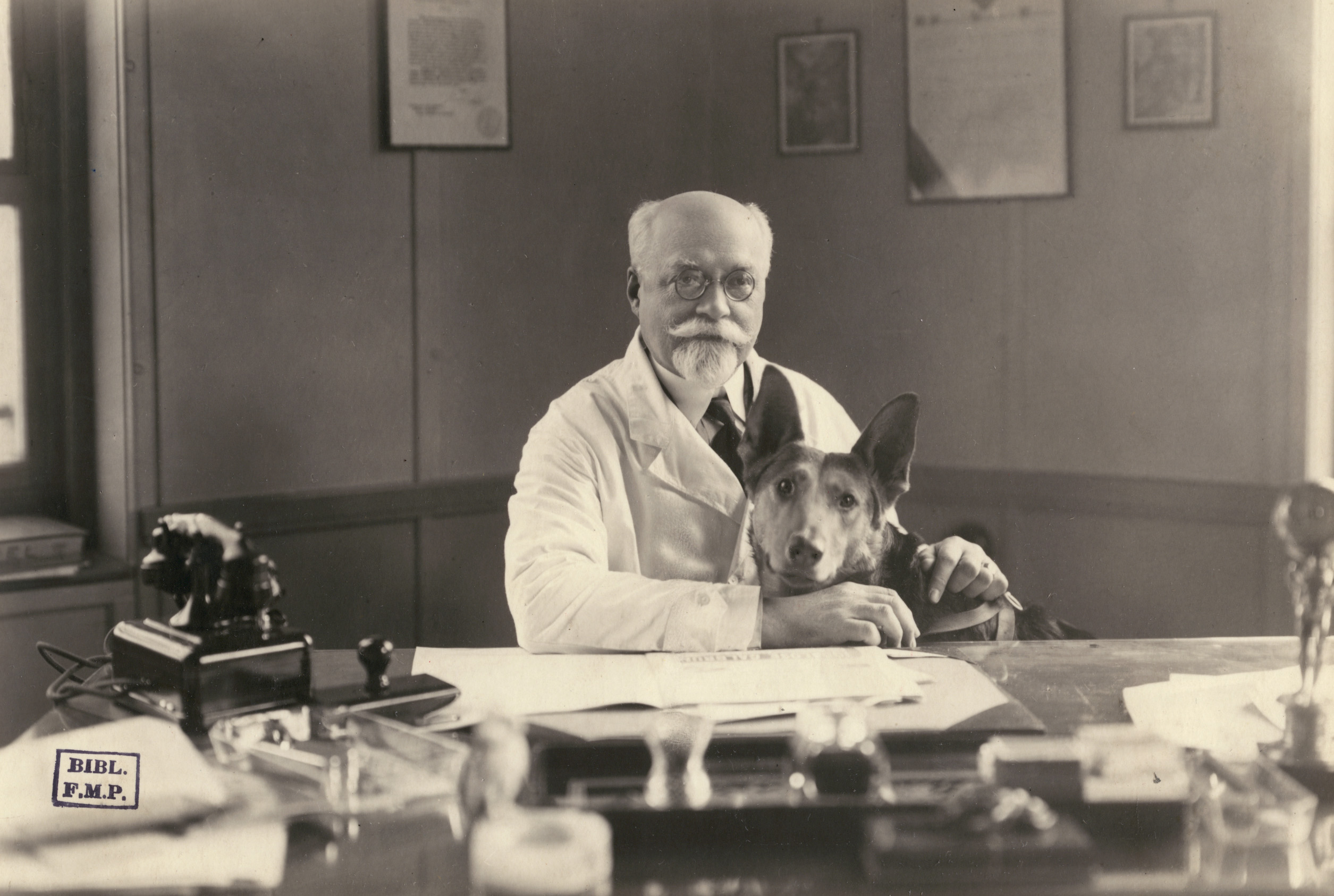
Justin Sicard de Plauzolles, l'un des membres de la SFE.

Le premier congrès international d'eugénique, tenu à Londres en 1912, attire une délégation française de 40 personnes,, majoritairement des médecins,. Ils constituent le « noyau fondateur » de la Société française d'eugénique (SFE),. De retour en France, plusieurs participants à ce Congrès sont convaincus de la nécessité d’organiser leurs forces. La création officielle de la Société française d'eugénique intervient le 29 janvier 1913, avec environ 60 % de médecins, dont le puériculteur Adolphe Pinard et le prix Nobel de médecine Charles Richet. Le statisticien Lucien March participe avec Adolphe Pinard aux commissions gouvernementales consacrées à la dépopulation. Le président de la Ligue nationale française contre le péril vénérien, Just Sicard de Plauzoles, est également membre de la SFE, et s'effraie du taux de reproduction jugé supérieur des « classes inférieures ». La plupart des membres pionniers de la SFE sont « très anticléricaux, et pour certains, violemment anti-chrétiens ». Richet, avec d'autres théoriciens de l'eugénisme, s'oppose à la notion de charité chrétienne. 
Deux conceptions s'affrontent, entre ceux partisans d'une intervention publique et autoritaire, et ceux promoteurs d'une action privée et incitative. La SFE propose une méthode préventive et « scientifique » pour résoudre des problèmes sociaux. Les pratiques de stérilisation issues d'autres pays suscitant l'horreur, les promoteurs de l'eugénisme à la française lui préfèrent généralement des mesures d'éloignement spatial des criminels, des « fous » et des alcooliques. La SFE exerce une influence idéologique considérable, et le discours eugénique pénètre largement la médecine française. La castration des criminels, le « devoir reproductif » des hommes jugés supérieurs, ou encore le conseil d'envoi prioritaire sur le front, dans le contexte de la Première Guerre mondiale, des hommes les plus faibles et des réformés (permettant ainsi d'en « purger » la population française), sont couramment discutés,,. Eugène Apert, président de la SFE à partir de 1934, considère l'immigration comme un problème prioritaire.
La société française d'eugénique, qui manque de fonds, rencontre un faible succès. Elle est absorbée par une section de l'institut international d'anthropologie en 1926, et disparaît en juin 1940,.

### Association d'Études Sexologiques
Un mouvement sexologique, porté par sa propre association, sa société savante et sa publication, et visant à « rationaliser la vie sociale et sexuelle, grâce à la science », est créé durant les années 1930 sur une initiative du psychiatre Édouard Toulouse, membre actif de la Société française d'eugénique, qui souhaite limiter la procréation des « déficients mentaux ».
L'association s'établit en réaction aux résistances de l'Église catholique et des partis conservateurs d'informer au sujet de cette « rationalisation, » ; elle compte parmi ses membres des psychanalystes et des personnalités féministes de premier plan, pour lesquelles « la science de la reproduction humaine ne peut qu'accélérer l'émancipation féminine ». Même si à l'époque les sexologues « font une place d'honneur aux revendications féministes », des différends dans l'association sont notables, par exemple « la prophylaxie anticonceptionnelle […] ne rencontre l'adhésion que d'une minorité de féministes, tandis que pour les sexologues, le contrôle des naissances est la condition sine qua non de l'eugénisme et du bonheur conjugal ». En dépit du soutien de personnalités importantes, dont des membres du mouvement psychanalytique français (Paul Schiff et Marie Bonaparte), l'association n'a que très peu de retentissements.

### Un tournant durant les années 1930
Schneider identifie un tournant idéologique durant les années 1930, avec une expression d'idées beaucoup plus sévères, les mesures d'eugénisme négatif (stérilisations contraintes, etc.) commençant à être discutées parmi les élites médicales françaises, : il en attribue la cause à la crise économique. 
D'après Alexandre Moatti, l'eugénisme des années 1930 annonce le transhumanisme, en particulier à travers les écrits de l'ingénieur Jean Coutrot en 1937, et ceux d'Alexis Carrel en 1935.

### Sous le Régime de Vichy
Le régime de Vichy s'inspire de l'idéologie eugéniste à travers sa politique raciste, son programme familial, et le programme de recherche pluridisciplinaire de la Fondation française pour l'étude des problèmes humains. L'usage des tests de QI prend un grand essor. Un médecin, le Dr René Martial, chargé de cours à l'Institut d'hygiène de la faculté de médecine de Paris et déjà connu pour ses idées eugénistes durant l'entre-deux-guerres, développe ses théories fondées sur la génétique mendélienne qui inspirent la politique raciste, avec « de nombreux développements sur la race française, sur le métissage, sur les Juifs inassimilables ».

#### Fondation française pour l'étude des problèmes humains
En 1941, Alexis Carrel est promu « régent » de la nouvelle Fondation française pour l'étude des problèmes humains. Cette fondation se montre prudente, renonçant à la création d'une section « génétique et eugénisme » à l'automne 1942. Cependant, elle collabore avec le régime, et enquête sur les « qualités génétiques » des familles immigrées de la banlieue parisienne pendant les déportations à Drancy.

#### Certificat prénuptial
La seule loi d’inspiration eugénique à être promulguée sous Vichy est une version édulcorée du certificat prénuptial de 1926, adoptée en 1942 : elle rend obligatoire une visite médicale avant le mariage, mais sans valeur contraignante découlant des pathologies éventuelles relevées par le médecin,. Son préambule stipule que « pour la première fois apparaît dans la législation française une mesure d'eugénisme : le certificat d'examen médical avant le mariage ».

#### Mortalité en établissement psychiatrique
Fait peu connu, des milliers de personnes internées dans des asiles psychiatriques français meurent de faim sous le régime de Vichy, en raison de restrictions alimentaires. Cette sur-mortalité concerne entre 40 000 et 50 000 personnes dans toute la France : 40 000 selon Max Lafont et Lucien Bonnafé ; tandis que selon Claude Quétel et Olivier Bonnet, leur nombre serait plus proche de 50 000. Ces décès surviennent en grande majorité entre 1941 et 1943. Les artistes Sylvain Fusco, Léona Delcourt, Séraphine de Senlis et Camille Claudel font partie de ces victimes.
Les victimes juives se trouvent « à la confluence de l’eugénisme, de l’antijudaïsme chrétien et de la folie raciste et antisémite nazie ». Dans le seul hôpital du Vinatier, 6 000 victimes périssent de ces restrictions, qui ont été sciemment décidées puisque les autres hôpitaux recevaient des rations alimentaires plus conséquentes. 
Selon Max Lafont, il ne s'agit pas à proprement parler d'une politique eugéniste, puisque ces personnes ne sont pas mortes de l'application d'un programme d'extermination concerté, mais d'un désintérêt ou d'un oubli, qui ne soulève que très peu de protestations,. Néanmoins, pour Catherine Bachelard-Jobard, ce fait peut découler d'une idéologie eugéniste, plaçant ces personnes « en dehors de la normalité » établie par les médecins et par ce régime.

### L'eugénisme après la Seconde Guerre mondiale

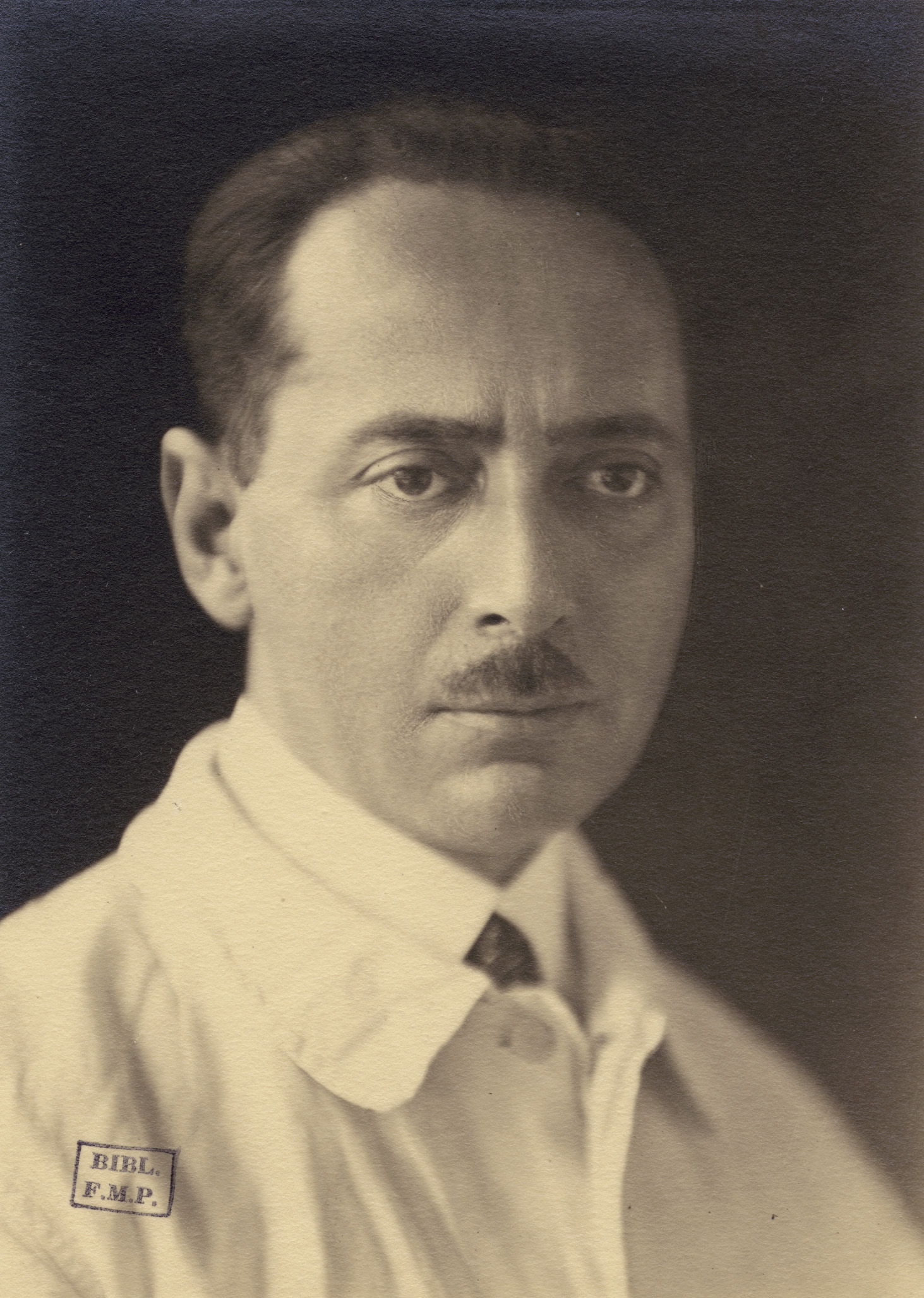
Le généticien Raymond Turpin, membre actif de la SFE.

La connaissance des horreurs nazies discrédite et fait condamner l'application de l'eugénisme en tant que crime contre l'humanité après la Seconde Guerre mondiale. Cependant, la plupart des chercheurs membres de la Fondation française pour l'étude des problèmes humains échappent aux purges, et sont embauchés par l'Institut national d'études démographiques (INED). Paul Schiff, qui condamne fermement l'eugénisme dans un article paru en 1946 dans Les temps modernes, dénonce « le silence un peu dédaigneux » de ses collègues (psychanalystes et médecins aliénistes) face aux pratiques nazies.
Selon les historiens des sciences Patrick Tort et Alexandre Moatti, un fort déni idéologique quant au caractère non-humaniste de l'eugénisme en lui-même permet à des figures majeures de la promotion de cette idéologie, en premier lieu le biologiste Jean Rostand, de continuer à la défendre durant les Trente Glorieuses ; l'idée d'une amélioration du patrimoine génétique humain reste très présente,. L'historien et directeur de recherche à l'Inserm Jean-Paul Gaudillière ajoute que les parcours d'Eugène Apert et de Raymond Turpin amènent à penser « qu’il est historiquement plus juste de relativiser la coupure de la Seconde Guerre mondiale et les conséquences de la critique de l’eugénisme nazi pour considérer, qu’en France, les années 1930-1960 constituent une seule période caractérisée par l’émergence d’une médecine de l’hérédité en prise sur une pédiatrie « nataliste » privilégiant le complexe mère-enfant ».
Raymond Turpin, parisien et membre actif de la société française d'eugénisme avant la guerre, l'un des généticiens français à l'origine de la découverte de la cause de la trisomie 21, s'inquiète en 1956 du taux de survie des bébés handicapés : 

« L'amélioration progressive des conditions de l'hygiène générale et alimentaire, les possibilités toujours accrues de la lutte contre la stérilité, la mortalité in utero, la mortalité néonatale, en contrepartie de leurs immenses bienfaits, contrecarrent la sélection naturelle, et l'on est en droit d'en attendre une meilleure survie d'œufs et d'embryons fragiles qui fournissent un important contingent de nouveau-nés malformés. »

— Raymond Turpin.
Durant les années 1970, une logique inspirée des progrès scientifiques et de l'eugénisme visant à « traquer les anomalies chromosomiques, considérées comme des erreurs de la nature qu'il convient de réparer », s'implante peu à peu en France. Par ailleurs, différents mouvements politiques classés à l'extrême droite continuent de revendiquer leur filiation avec Alexis Carrel durant les années 1970. Gwen Terrenoire postule que le besoin de marquer une rupture avec l'idéologie eugéniste ait été plus fort en Allemagne et aux États-Unis qu'en France. La réalité de l'eugénisme nazi reste globalement méconnue en France, bien qu'il soit très souvent cité en référence durant les débats de bioéthique.

## Analyses de l'échec politique de la théorie eugéniste en France
Les théoriciens de l'eugénisme échouent globalement dans leurs tentatives d'implanter politiquement leurs idées, et de les mettre en œuvre sous la Troisième République,,,,. 
Les raisons de cet échec sont multiples, mais plus particulièrement liées au néo-lamarckisme, à la peur de la dépopulation (mouvement nataliste), et à l'influence du catholicisme,,. Des médecins aux valeurs humanistes s'opposent à leurs confrères eugénistes. Par ailleurs, les médecins sont attachés à la tradition de pratique libérale de la médecine en France, et rejettent l'interventionnisme. D'après Schneider, l'application de l'eugénisme en Allemagne nazie dans les années 1930 contribue aussi à le discréditer, en raison de la rivalité historique avec ce pays.

### Dépopulation
Pour le philosophe Jean Gayon, la facilité d'implantation de l'eugénisme dans d'autres pays trouve ses sources dans un contexte de peurs sociales différentes, cette peur étant surtout liée à l'immigration aux États-Unis, et aux classes sociales du prolétariat en Angleterre, tandis que la crainte en France porte sur la nécessité d'avoir des enfants en bonne santé et d'assurer leur développement, ce qui est plus compatible avec une politique d'intervention hygiéniste qu'avec l'eugénisme. Schneider et Taguieff considèrent la peur de la dépopulation comme le principal obstacle à l'implantation de l'eugénisme,. De plus, selon Carol, la dépopulation consécutive à la Première Guerre mondiale entraîne un contexte peu compatible avec la stérilisation et l'avortement. Ainsi, la pénalisation de l'avortement est renforcée en 1923, et diverses incitations à la parentalité sont mises en place durant les années 1930.

### Influence du catholicisme

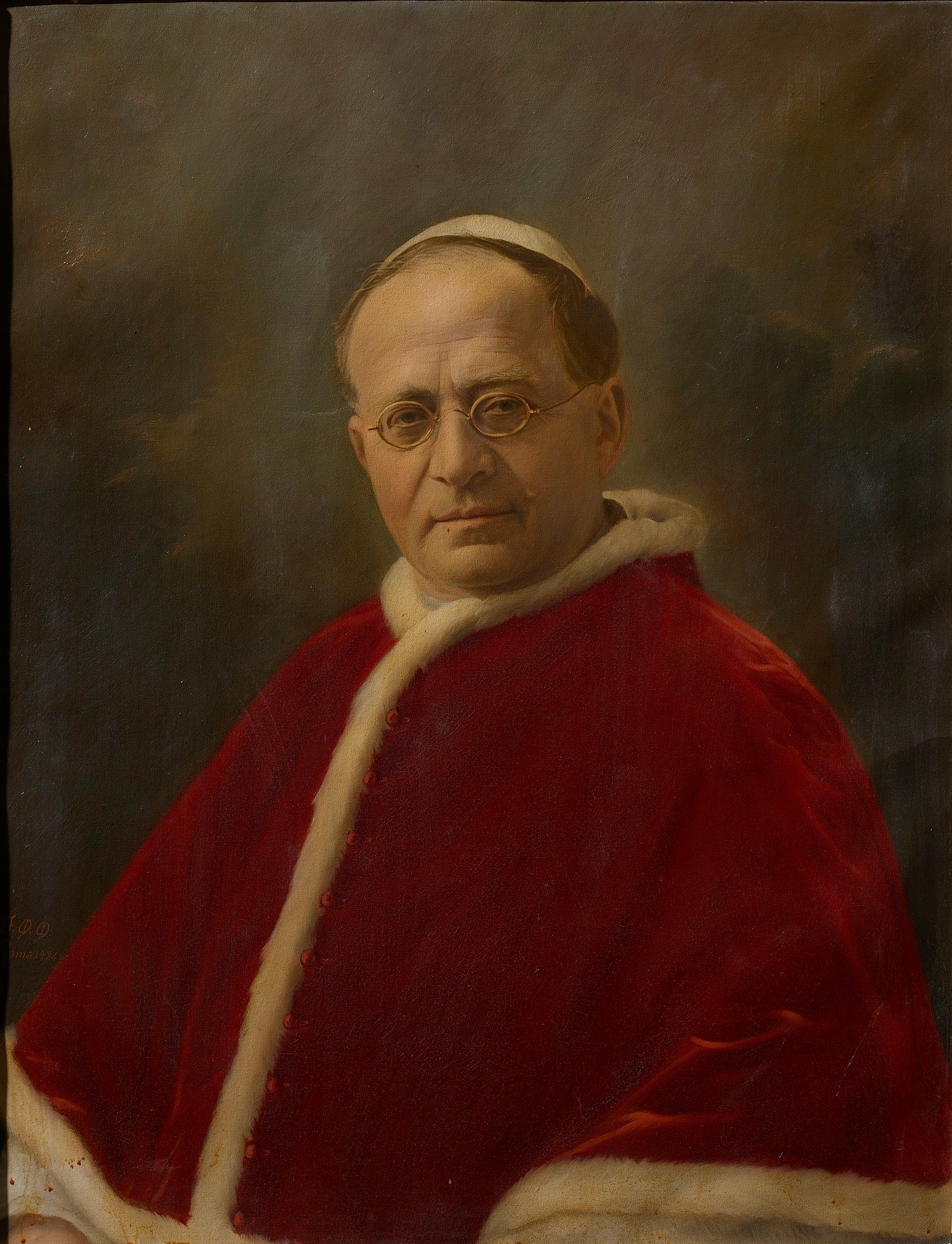
Le pape Pie XI a condamné l'eugénisme dans son Casti connubii, en 1930.

Pour l'éthicien Gwen Terrenoire, la désaffection des médecins catholiques, qui furent les « premiers alliés » du mouvement eugéniste français, puis la condamnation officielle de l'eugénisme par les institutions catholiques, expliquent majoritairement l'échec de son implantation politique en France ; Pierre-André Taguieff note que l'échec de l'eugénisme est commun à tous les pays latins catholiques,. Globalement, le catholicisme condamne le contrôle des naissances et les actes sexuels sans finalité reproductive. Les médecins français adhèrent généralement aux valeurs catholiques mettant l'accent sur l'importance de la famille, de la morale et des vertus sociales. Les pays protestants ont plus facilement accepté l'idée de la stérilisation eugénique. Le développement du discours eugéniste à la fin du XIXe siècle constitue une menace pour la doctrine moraliste chrétienne, l'Église craignant que la science ne la remplace. 
En mai 1930, l'Association du mariage chrétien consacre un congrès national à Marseille à la question des rapports entre l'Église et l'eugénisme. Sa conclusion n'est en faveur de la théorie eugéniste que lorsqu'elle vise à « assurer la multiplication de l'Homme » (soit un « eugénisme pro-vie »), et condamne fermement le recours au contrôle des naissances. Le Pape Pie XI condamne officiellement l'eugénisme en décembre 1930, dans Casti connubii,,. Cette publication contribue à mettre fin au soutien potentiel que les catholiques français pouvaient auparavant apporter à l'idéologie eugéniste,. Une condamnation du même ordre par le Saint Office intervient l'année suivante. Le théologien jésuite René Brouillard s'oppose fortement à la stérilisation eugénique dans sa « Causerie de morale » publiée en 1931, la jugeant « absolument répugnante ». À partir de 1934, de nombreux médecins catholiques dénoncent l'application de l'eugénisme en Allemagne. 
Les catholiques français rejettent aussi la proposition de loi eugénique d'examen prénuptial. Néanmoins, quelques marginaux, dont Alexis Carrel, tentent de concilier leur foi et leurs convictions eugénistes. Les représentants du catholicisme continuent de s'opposer à toute forme d'eugénisme et de sélection des naissances en France, en vertu du principe de sacralité de la vie humaine.

## Principaux théoriciens  de l'eugénisme historique
Pierre-André Taguieff et l'historien des sciences Patrick Tort identifient deux principaux défenseurs de l'idéologie eugéniste historique en France : Charles Richet et Alexis Carrel,,. Patrick Tort estime aussi que ces deux noms ne devraient pas pour autant faire oublier la continuité de la défense de l'idéologie eugéniste après la Seconde Guerre mondiale, par des figures telles que Jean Rostand.

### Georges Vacher de Lapouge
Premier théoricien et propagandiste de l'eugénisme en France, Georges Vacher de Lapouge implante un courant d'inspiration darwinienne, socialiste et aryaniste (raciste),,,. Il considère l'eugénisme comme une science sociale, et est le premier à diffuser les idées de Francis Galton. Après avoir introduit les mots « eugénique » et « eugénisme » via ses publications dans la Revue d'anthropologie,, il promeut activement ses théories fondées sur le darwinisme social, entre autres dans son ouvrage Les sélections sociales (1896), dans lequel il préconise de favoriser la reproduction des individus aryens, dolichocéphales, et blonds, en permettant à ce petit nombre d'hommes « d'élite » de « perpétuer la race », soit un remplacement des « races inférieures » par les « races supérieures ». Il considère l'eugénisme comme le seul moyen d'éviter des guerres inter-raciales. Vacher de Lapouge est marginalisé en France, car considéré comme pro-allemand. Il élabore initialement sa théorie sans connaissances de la génétique mendélienne. Le postulat raciste sur lequel il se fonde est scientifiquement discrédité dès 1935.
Le courant d'anthroposociologie qu'il a créé influence plus tard Charles Richet et Alexis Carrel.

### Adolphe Pinard

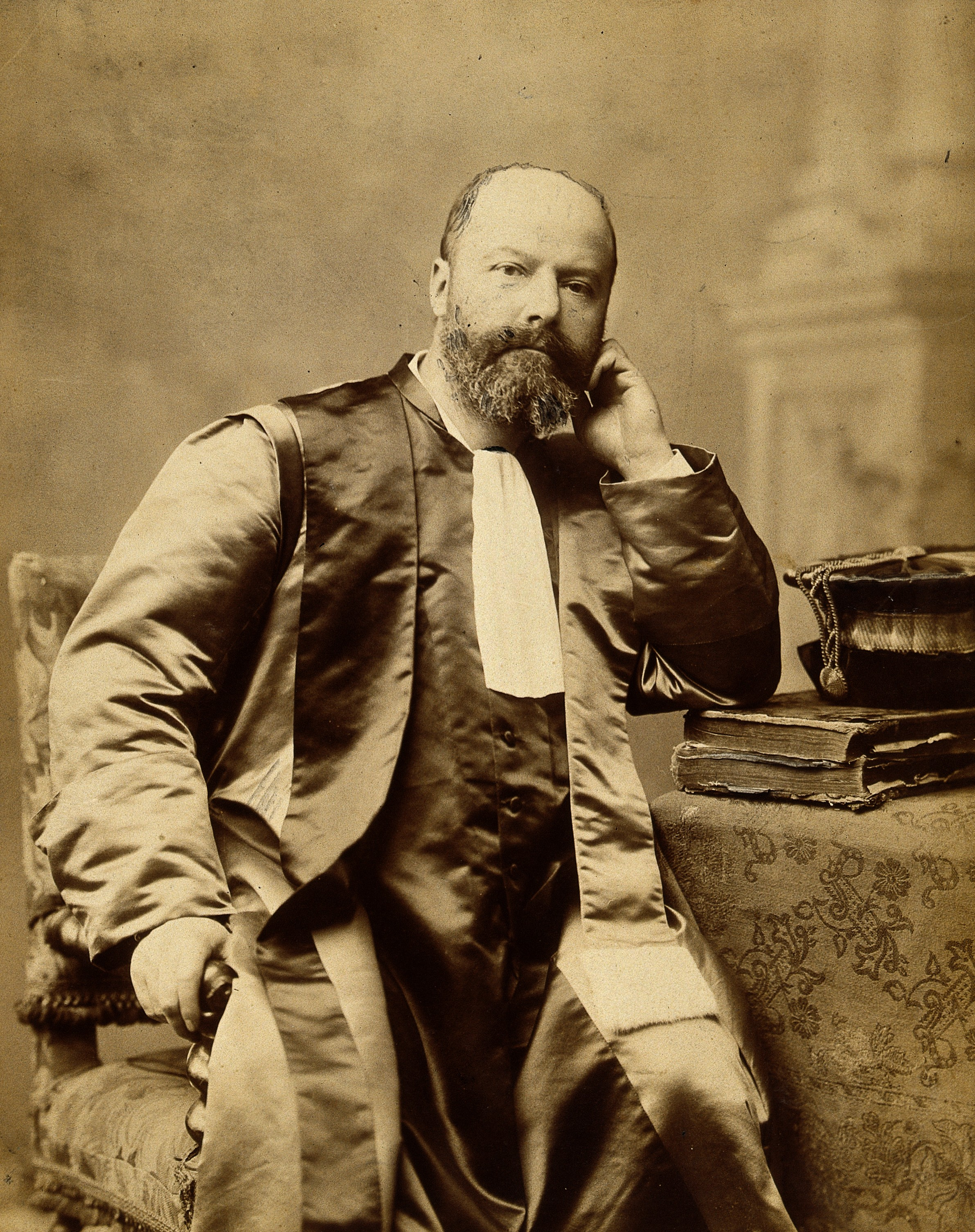
Adolphe Pinard, d'après une photographie de Pierre Petit.

Adolphe Pinard, l'un des premiers vice-présidents de la SFE à sa création, devient le principal propagateur d'une idéologie eugéniste « positive » et nataliste. Il se réapproprie le concept de puériculture à travers un « projet ambitieux de contrôle médical de la procréation », visant à agir sur l'enfant dès sa conception,. Il rassemble les médecins membres de la SFE autour d'un projet de création d'un certificat d'aptitude au mariage, d'autant plus facilement que ce certificat leur accorderait un important pouvoir de réglementation des unions matrimoniales et de tri des géniteurs potentiels. Le projet de loi est déposé par Pinard (qui exerce aussi des fonctions de député) en 1926, mais n'est pas même discuté par la Chambre des députés.

### Charles Richet

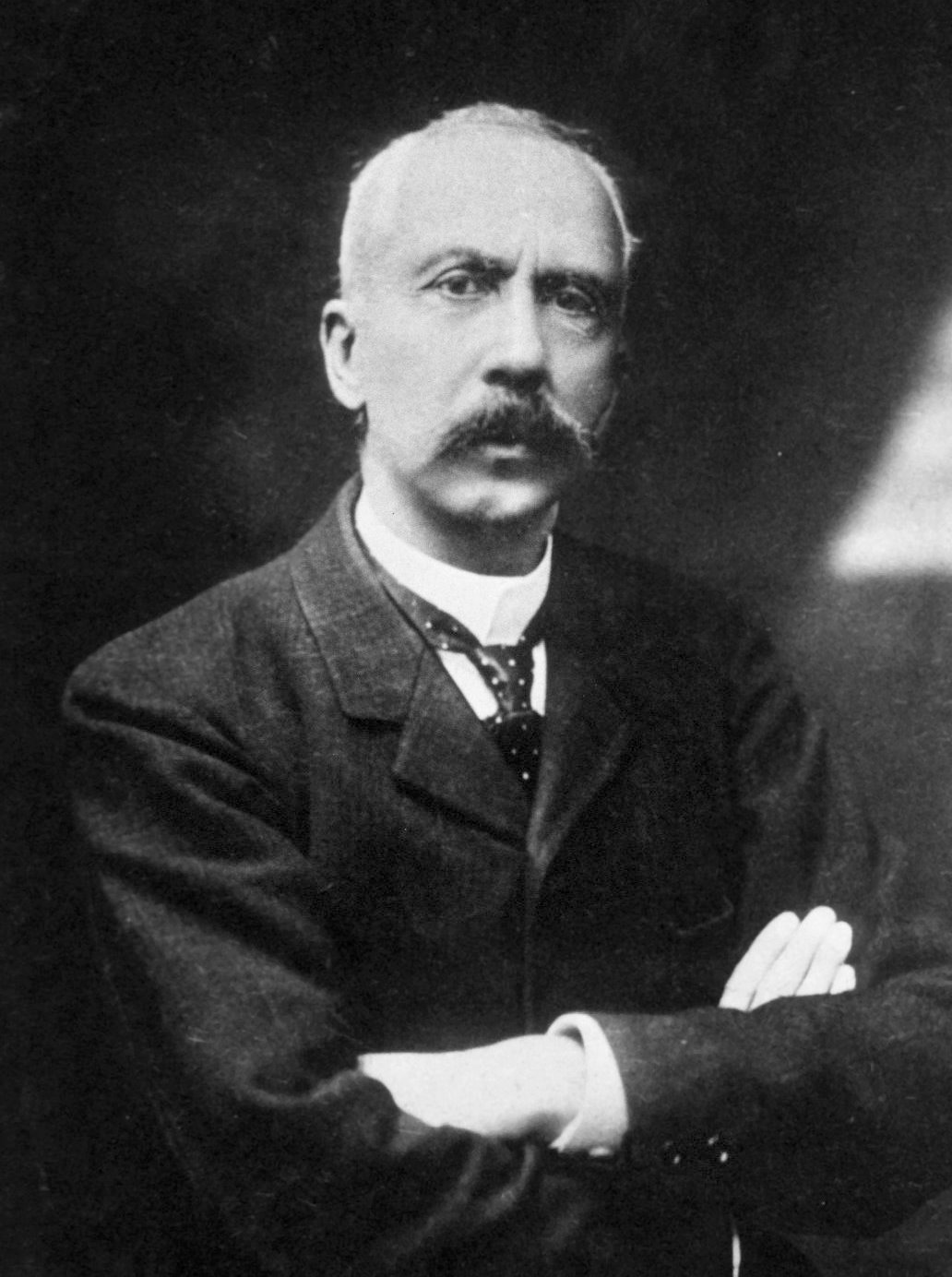
Charles Richet, prix Nobel de médecine en 1913, et président de la Société française d'eugénique de 1920 à 1926.

Charles Richet écrit en 1913 La sélection humaine, ouvrage décrit comme l'un des « plus violemment eugénistes » jamais publiés en France,. Il y préconise la mise à mort des « enfants anormaux, », l'interdiction de mariage des « incurables » et autres « dégénérés », l'envoi des dysgéniques en Corse ou en Irlande, et les stérilisations de force :

« Le premier pas dans la sélection, c'est l'élimination des anormaux. Proposant résolument cette suppression des anormaux, je vais assurément heurter les sensibleries de notre époque. On va me traiter de monstre parce que je préfère les enfants sains aux enfants tarés, et que je ne vois aucune nécessité sociale de conserver ces enfants tarés. […] Il y a de la mauvaise matière vivante qui n'est digne d'aucun respect, ni d'aucune compassion. Les supprimer résolument ce serait leur rendre service, car ils ne pourront jamais que traîner une misérable existence. »

— Charles Richet, La sélection humaine
Il défend également une idéologie raciste, fustigeant le mélange « des races humaines supérieures avec les races humaines inférieures ». Dans son article intitulé La sélection humaine paru en 1922, il cite une longue liste d'individus à écarter : « trop grands, trop petits, bossus, culs-de-jatte, débiles, laids, criminels-nés, épileptiques, paresseux, maladroits […] ».

### Charles Binet-Sanglé

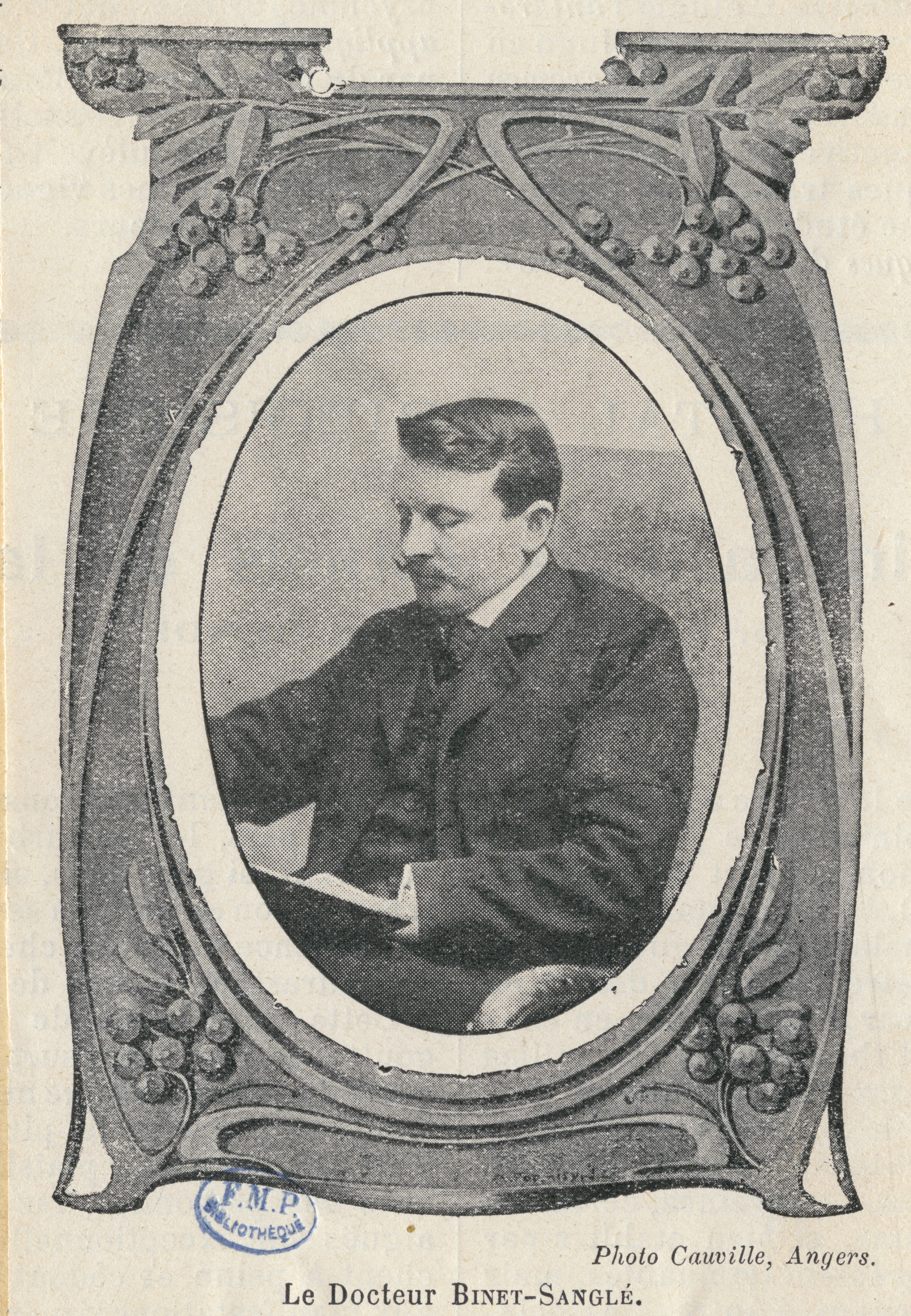
Charles Binet-Sanglé, d'après une photographie de Cauville.

Charles Binet-Sanglé propose dans son Art de mourir, défense et technique du suicide secondé de gazer les « tarés » après les avoir convaincus de leur nocivité sociale. Il soutient en 1918 la création d'un « haras humain », dans lequel des hommes reproducteurs d'élite seraient chargés de féconder 103 femmes chaque année. Cette publication est ridiculisée et moquée dans la presse.

### Alexis Carrel

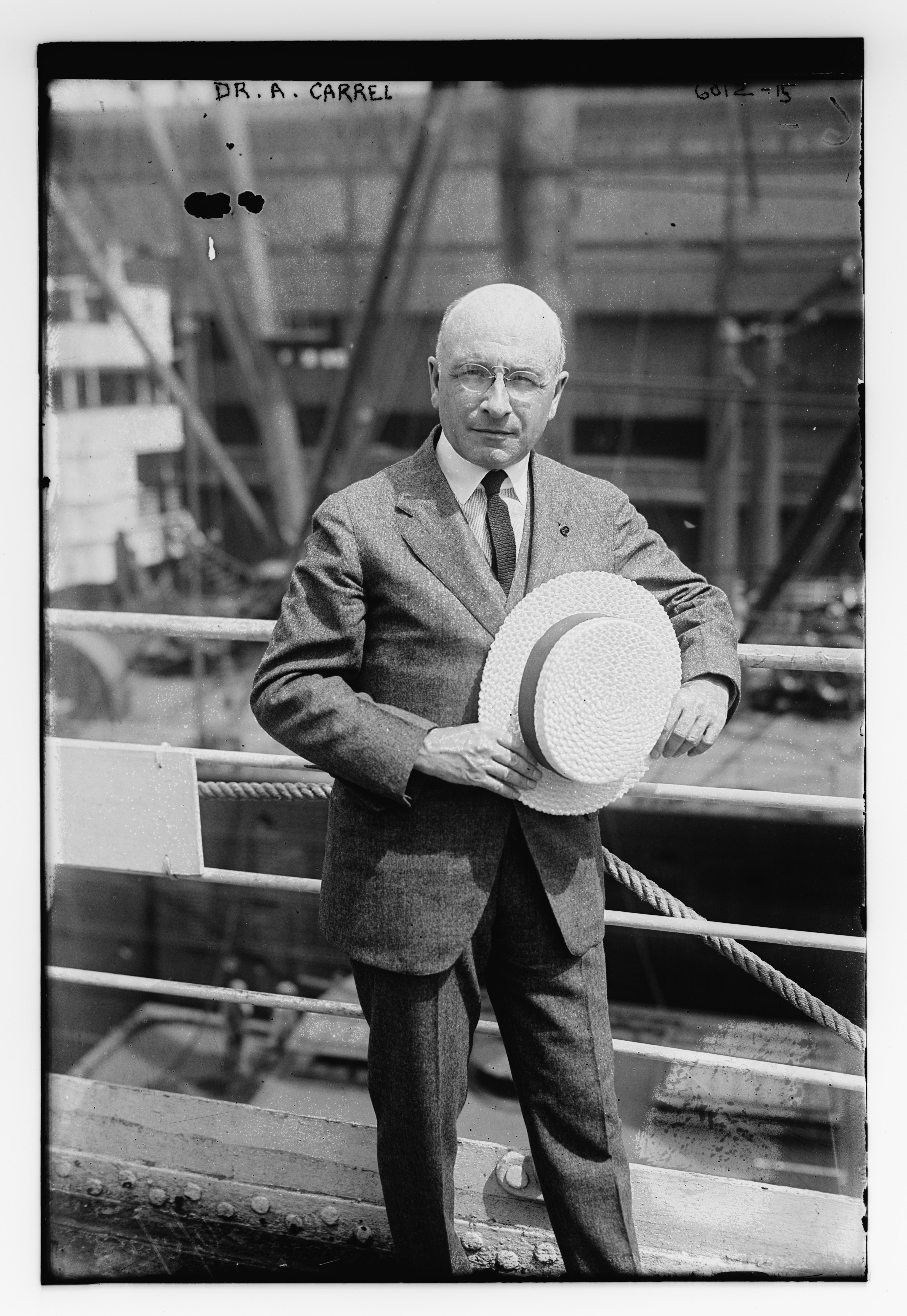
Alexis Carrel, principal théoricien eugéniste en France après 1941.

Alexis Carrel est récipiendaire d'un Prix Nobel de médecine en 1912 qui lui a accordé une influence et une notoriété considérables. Influencé par les idées américaines, il soutient la formation d'une aristocratie eugénique volontaire. Il demande, en 1935, le gazage des délinquants et des malades mentaux dans son ouvrage L'Homme, cet inconnu. Grand succès en français, ce livre est traduit dans une vingtaine de langues, : 

« Un effort naïf est fait par les nations civilisées pour la conservation d'êtres inutiles et nuisibles. Les anormaux empêchent le développement des normaux. Il est nécessaire de regarder ce problème en face »

— Alexis Carrel, L'Homme, cet inconnu
Dans la pensée de Carrel, « regarder en face » signifie pratiquer un « eugénisme salvateur ». L'originalité du projet de Carrel est de défendre un interventionnisme d'État sous le contrôle de la médecine et de la biologie. Il introduit aussi les concepts transhumanistes de « biocratie » et d'« androtechnie ». Il préconise la suppression de dizaines de milliers d'individus considérés comme nocifs pour l'avenir de l'humanité, par la stérilisation contrainte ou l'euthanasie. Carrel fait aussi de l'homme « normal » (au sens tant biologique que moral) le seul digne d'être inclus par la société.
Sa mort, survenue en novembre 1944, le soustrait aux accusations de collaboration. Durant les années 1990, des chercheurs, associations et partis politiques demandent de débaptiser les rues françaises nommées en hommage à Alexis Carrel en raison de son eugénisme, généralement par recours à la reductio ad Hitlerum.

### Jean Sutter
Le docteur Jean Sutter, disciple d'Alexis Carrel et ancien collaborateur de la Fondation française pour l'étude des problèmes humains, publie en 1946 un article intitulé « Le facteur qualité en démographie », puis un livre en 1950, intitulé L'eugénique, problèmes, méthodes et résultats, au moment même du procès des médecins nazis à Nuremberg. Dans son livre, il critique l'idéologie nazie, postule la disparition de l'eugénisme en tant que méthodologie scientifique et sa survivance en tant qu'idéologie ; enfin il évite le mot « race » pour lui préférer celui de « population ».

### Jean Rostand
Malgré sa connaissance vraisemblable de l'application de l'idéologie eugéniste par l'Allemagne nazie, le biologiste et philosophe Jean Rostand écrit, en 1953, qu'

« […] Il est permis de se demander si, un jour ou l'autre, l'Homme ne prendra pas en mains la direction de son progrès, physique et moral, en pratiquant sur lui-même une « sélection artificielle » analogue à celle qu'il pratique sur ses animaux domestiques lorsqu'il veut renforcer tels ou tels caractères tenus pour avantageux. Qu'il s'agisse d'une Eugénique négative, par l'élimination des tarés, ou d'une Eugénique positive, par l'emploi de méthodes propres à favoriser la génération des meilleurs, la conscience collective s'y montre assez réfractaire ; et je pense que, pour l'instant, un contrôle de la reproduction humaine provoquerait dans le corps social un malaise hors de proportion avec l'avantage qu'on en pourrait escompter. Il est possible que, dans le futur, ce genre de scrupules viennent à s'affaiblir. Nul doute qu'une « conscience eugénique » ne soit en voie de formation, et que, peu à peu, les humains n'éclairent le sentiment de leur responsabilité envers leur progéniture ou envers l'espèce. »

— Jean Rostand, Ce que je crois
Patrick Tort voit dans ce texte l'un des écrits qui « établirent fermement » la conviction selon laquelle il serait licite de distinguer un eugénisme souhaitable d'un eugénisme criminel, associé aux horreurs nazies.

## Depuis les années 1990
Les débats liés à l'eugénisme sont réactivés durant les années 1990, avec les progrès de la biologie moléculaire et des biotechnologies. Une partie importante de ce débat se fonde sur des différences d'acception de la définition de l'eugénisme. L'eugénisme historique est en effet profondément raciste, postulant l'hérédité et l'incompatibilité biologique des classes sociales, deux idées désormais complètement abandonnées.
Si l'on se fonde sur la définition fondée sur l'optimisation du patrimoine génétique humain, aucune des nouvelles biotechnologies n'entre dans la définition de l'eugénisme. Si la définition inclut le contrôle de la reproduction humaine afin d'éviter de donner naissance à des enfants malades ou handicapés, toutes ces techniques sont eugénistes. Le médecin Jacques Milliez estime ainsi que toute pratique sélectionnant des êtres humains avant leur naissance relève d'une démarche eugénique, et que la pensée contemporaine a introduit un distinguo entre deux formes d'eugénisme, l'une inacceptable mise en œuvre par les nazis et relevant de l'acte criminel, et une considérée comme moralement acceptable, relevant de l'acte médical. Au contraire, Henri Atlan réserve le mot « eugénisme » aux pratiques antérieures à 1945. Le débat porte aussi sur l'unité et la continuité entre la forme historique et autoritaire de l'eugénisme, et les pratiques médicales modernes.

### Affaire Perruche
L'affaire Perruche est une longue affaire judiciaire concernant Nicolas Perruche, un enfant né en 1989 gravement handicapé en raison d'une rubéole contractée par sa mère. Elle entraîne un débat relatif à la notion de « préjudice d'être né », à l'handiphobie, et à l'eugénisme, dans la mesure où l'arrêt Perruche consacre le fait qu'un enfant handicapé puisse subir le préjudice d'être né, et soit considéré comme une erreur médicale. Les auteurs qui évoquent l'eugénisme considèrent que l'arrêt Perruche constitue une incitation à l'avortement, en amenant les médecins spécialisés en diagnostic prénatal à conseiller un recours à l'interruption médicale de grossesse « devant le plus léger doute quant à la normalité de l'enfant ».

### Interdiction des stérilisations forcées
La question de la possibilité d'une stérilisation des personnes en situation de handicap mental s'est posée régulièrement en France. Ces demandes émanent presque toujours d'un tiers, notamment un parent. En 1994, l'Union européenne interdit toute atteinte irréversible aux organes reproducteurs des individus, ce qui est répercuté dans le Code civil français la même année. Bien que la stérilisation forcée ait été imposée au début du XXe siècle dans divers pays pour motifs eugéniques, les motivations des parents qui la demandent à la fin du XXe siècle en France ne relèvent pas de l'eugénisme. Cependant, l'association des paralysés de France (APF) dénonce l'absence d'interdiction claire de ces pratiques en 1996 et 1997, déclarant que « chaque aménagement avec l'éthique est finalement un pas supplémentaire vers un eugénisme de fait. L'histoire récente de l'eugénisme devrait pourtant nous rendre vigilant, ».
Une enquête menée en Gironde montre que, dans les années 1990, une femme handicapée mentale sur trois est stérilisée, et deux sur trois dans les établissements d'accueil spécialisés. En 1997, le journal satirique Charlie Hebdo indique, en citant la chercheuse Nicole Dietrich, que 15 000 femmes accueillies dans des établissements français pour handicapés mentaux auraient été stérilisées sous la contrainte, soit sur demande de leur famille, soit sur initiative de l'équipe médicale de l'établissement. La stérilisation des personnes en situation de handicap mental a donc été « largement tolérée » en France, en raison de problématiques de gestion de la promiscuité et de la sexualité dans les établissements spécialisés : 

« Ainsi, en France, les stérilisations des femmes handicapées mentales sont une réalité. »

— Catherine Bachelard-Jobard, L'eugénisme, la science et le droit
Depuis l'adoption de la loi du 4 juillet 2001 qui encadre sévèrement cette pratique, et bien qu'aucun bilan n'ait été dressé depuis, d'après une enquête de La Croix publiée en 2006, « des stérilisations hors-la-loi semblent peu probables ». Il reste cependant possible que des parents fassent réaliser cette opération dans un pays étranger qui l'autorise. Bien que le motif invoqué soit le bien-être de la personne handicapée, dans les faits, cette opération était plutôt décidée pour le confort des parents ou du foyer qui l'accueille.

### Une nouvelle forme d'eugénisme?

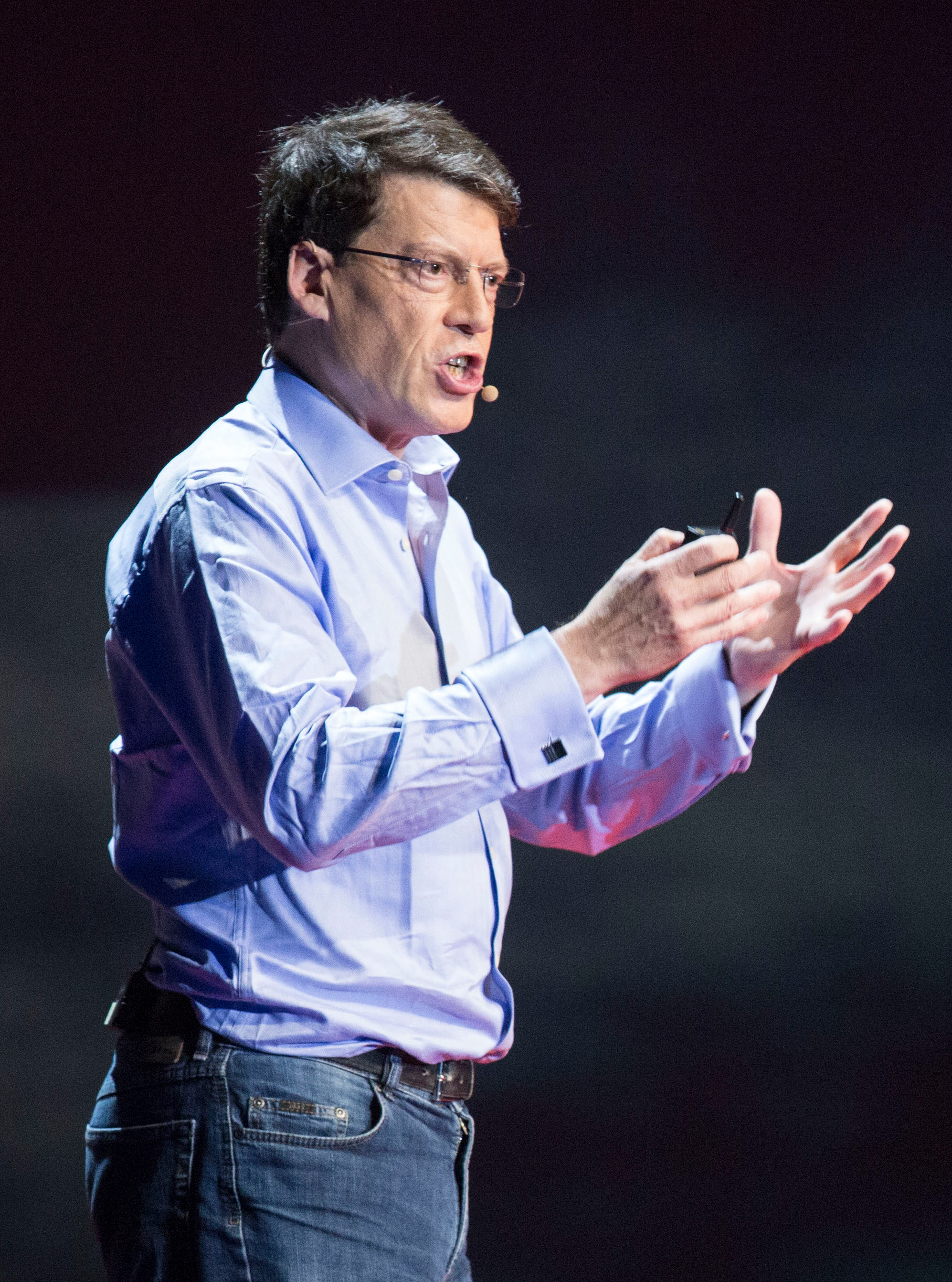
Laurent Alexandre promeut le transhumanisme et le recours à l'eugénisme libéral.

La notion de nouvelle forme d'eugénisme, parfois qualifié de « libéral », repose sur le libre choix des parents de donner naissance, ou non, à un enfant détecté comme potentiellement handicapé ou malade avant sa naissance,,. Pour le philosophe français Jean Gayon, ce « nouvel eugénisme » provient de la conjonction entre les progrès des techniques de dépistage prénatal et la dépénalisation de l'avortement,, permettant aux femmes françaises enceintes d’interrompre leur grossesse si une « anomalie grave, avérée ou présumée », est détectée chez le fœtus.

« Plus encore que pour les modes vestimentaires, l'espace de liberté du citoyen se fera très réduit s'il devient possible de choisir son enfant : qui souhaite procréer un trisomique ? Qui préfère un enfant petit, asthmatique ou myope ? Il est plus facile d'accepter une norme sociale que de revendiquer la différence, surtout quand il s'agit de l'enfant dont on se sent déjà responsable. »

— Jacques Testart
Pour le professeur d'éthique Gregory Katz-Bénichou, « l'orthogénie balbutiante du XXIe siècle prolonge les thèses eugéniques des siècles antérieurs ». Il défend l'existence d'une continuité entre l'idéologie eugéniste historique professée par Georges Vacher de Lapouge, et la médecine préventive du XXIe siècle, notamment quant à l'établissement d'une frontière médicale entre le normal et le pathologique, confondue avec une frontière morale entre ce qui est bien (normal) et ce qui est mal (anormal), faisant passer l'élimination de l'anormal pour moralement acceptable. Jacques Milliez postule une continuité entre les écrits de Charles Richet demandant « l'élimination des anormaux », et les arguments justifiant l'interruption médicale de grossesse pour handicap ou maladie, malgré une différence d'intentionnalité. Pour Pierre-André Taguieff, au contraire, l'eugénisme est par nature incompatible avec le libéralisme.
Pour la juriste Catherine Bachelard-Jobard, la question de la nature eugénique, ou non, des pratiques individuelles relevant de la médecine moderne, « semble insoluble ». Elle estime que les questions impliquées relèvent davantage d'un éclaircissement des notions de normalité, de gravité (de la maladie ou du handicap), de qualité de vie, d'exclusion et de discrimination, de la place des personnes handicapées, de la possibilité de donner naissance à un enfant handicapé, enfin de la protection de l'embryon.
Durant les années 2010, « un discours technophile d'inspiration eugéniste très favorablement disposé à l'égard [des] nouvelles technologies de manipulation du vivant » investit la sphère publique française. Le chirurgien-urologue Laurent Alexandre prône ainsi la sélection génétique en prenant pour exemple le cas d'Israël, « pays eugéniste qui a éradiqué la maladie de Tay-Sachs ». Pour la doctorante en sociologie Gaïa Lassaube, les « argumentaires pseudoscientifiques » de Laurent Alexandre servent à « libérer une parole eugéniste décomplexée ». La chronique de Laurent Alexandre intitulée « Les femmes douées ont moins d'enfants », publiée dans L'Express le 31 janvier 2018, et préconisant des facilités d'accès à la conservation des gamètes et à la PMA pour les femmes titulaires d'un doctorat, est fortement critiquée par le pédopsychiatre Patrick Ben Soussan, qui compare les idées transhumanistes de Laurent Alexandre à celles de Francis Galton.

## Législation
La notion d'eugénisme est introduite dans la loi du 29 juillet 1994, première loi française de bioéthique, dans la section relative au respect du corps humain (chapitre III, section I, article L 511-1). L'adoption de ce texte de loi donne lieu à de longs débats visant à caractériser la notion d'eugénisme, de manière à en contenir les dérives sans pour autant poser d'entraves aux recherches biomédicales. Cette loi est révisée en 2003, avec l'amendement 214-1 à l'article 28 du Livre II du code pénal, adopté dans le cadre de la loi de bioéthique, qui introduit la notion de « crime d'eugénisme ». Le code pénal actuel aborde la question de l'eugénisme dans le sous-titre II du titre I du livre II, intitulé « Des crimes contre l'espèce humaine » :
- Article L 214-1 : « Le fait de mettre en œuvre une pratique eugénique tendant à l'organisation de la sélection des personnes est puni de trente ans de réclusion criminelle et de 7 500 000 euros d'amende[220]. ».
- Article L 214-3 : « Cette peine est portée à la réclusion criminelle à perpétuité et de 7 500 000 euros d'amende lorsqu'elles sont commises en bande organisée[221]. ».

Le code civil, article 16-4, stipule que « nul ne peut porter atteinte à l'intégrité de l'espèce humaine. Toute pratique eugénique tendant à l'organisation de la sélection des personnes est interdite ». Des lois européennes (convention européenne de bioéthique), et les textes d'instances supranationales (UNESCO) influencent les lois françaises de bioéthique, bien qu'ils n'aient pas de valeur contraignante. Le Comité consultatif national d'éthique (CCNE) est régulièrement consulté.
Bien que l'interdiction de l'eugénisme semble solennelle et sans appel, la position française est plus ambiguë. La loi française prévoit aussi des incitations et des exceptions légales permettant d'éviter de donner naissance à des enfants malformés ou présumés handicapés.
Cette législation interdit la mise en œuvre d'une sélection eugénique collective, mais elle n'interdit pas l'expression d'une pensée eugéniste, ni une pratique eugéniste individuelle. Catherine Bachelard-Jobard se demande si cette législation vise l'eugénisme galtonien et nazi, soit une sélection planifiée par l'État, un scénario « qui aurait bien du mal à se réaliser en France ». Elle en conclut que « La portée de ce texte de principe est finalement très limitée. Le législateur énonce un principe qui interdit l'eugénisme étatique […] et autorise, à titre exceptionnel, toutes les pratiques actuelles fondées sur la liberté de choix des parents et leur désir d'avoir un enfant sain ». La formulation « organisation de la sélection des personnes » vise ainsi à éviter toute assimilation entre la pratique de l'interruption médicale de grossesse (IMG) et l'eugénisme. De plus, la notion de « protection du patrimoine génétique de l'humanité » n'a aucune valeur constitutionnelle.

## Questionnements éthiques par handicap ou maladie

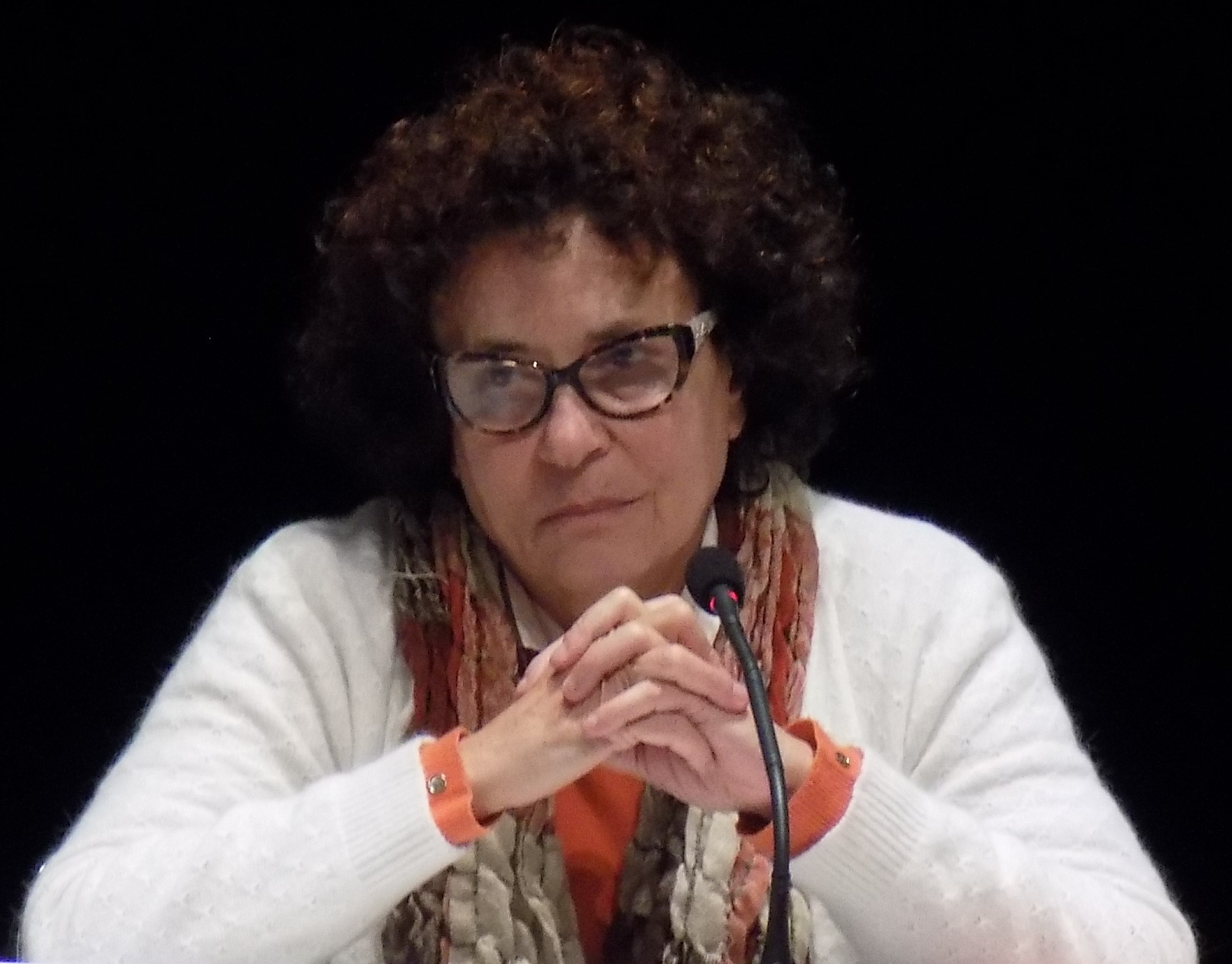
La juriste Marie-Angèle Hermitte (ici en 2015), membre du Comité consultatif national d'éthique (CCNE).

Les questionnements essentiels autour du risque eugénique moderne reposent sur les critères qui définissent le « normal » et le « pathologique, », ainsi que sur le rejet social des individus considérés comme anormaux. Il existe aussi un questionnement quant au fait que certains gènes mutés présents chez l'espèce humaine puissent être unanimement considérés comme défectueux, et éliminés, dans la mesure où ce qui est considéré comme une maladie génétique humaine peut également conférer un avantage sélectif situationnel. Ces définitions (handicap, normalité, etc.) sont, par nature, extrêmement subjectives. 
D'après l'étude de bioéthique publiée par le Conseil d'État en 2009, l'eugénisme « peut aussi être le résultat collectif d'une somme de décisions individuelles convergentes prises par les futurs parents, dans une société où primerait la recherche de l'« enfant parfait », ou du moins indemne de nombreuses affections graves ». La docteur en droit (CNRS) Marie-Angèle Hermitte évoque la création de critères de légitimité de l'avortement définis dans les centres de dépistage prénatal en France, que l'anthropologue Charles Gardou décrit comme « les grandes lignes d'une doctrine de l'eugénisme tolérable ou souhaitable ». Pour Gregory Katz-Bénichou, « tout le monde optera pour l'avantage de la dérogation eugénique. Théoriquement, le choix reste individuel, mais dans les faits, il tend à devenir collectif et systématique […]. L'eugénique du XXIe siècle se propage dans un paisible consentement médico-parental, protégé par les valeurs démocratiques ». 

« Le droit français entend limiter l'eugénisme en n'appliquant le tri des naissances qu'aux seuls embryons atteints de « maladies graves ». Or qu'est-ce qu'une « maladie grave » ? Comment hiérarchiser le caractère invalidant d'une pathologie ? En réservant les pratiques eugéniques aux seules « maladies d'une particulière gravité », la loi française pense introduire une restriction ferme aux dérives normatives. Mais n'introduit-elle pas au contraire un concept élastique que le temps et les mœurs sauront un jour distendre ? »

— Gregory Katz-Bénichou, L'inepte et l'inapte.
La société française admet une sélection des naissances pour éviter la trisomie 21, la myopathie de Duchenne et la mucoviscidose, posant la question de son extension future à d'autres maladies ou handicaps, et des attentes des futurs parents vis-à-vis de la médecine, pour demander un tri des embryons selon leurs critères d'attente, par exemple pour éliminer la probabilité de maladies telles que l'asthme ou le diabète ; ce questionnement éthique porte aussi sur la question de l'association entre bonheur et santé, hypothèse selon laquelle un individu sans maladie ni handicap serait par nature heureux, pouvant pousser à des pratiques telles que le tri des embryons et l'euthanasie des personnes âgées. Enfin, la sélection eugéniste des naissances fondée sur une recherche de normalité pose la question de sa compatibilité avec la notion même de sélection naturelle, dans la mesure où la naissance régulière d'individus « anormaux » constitue la norme en l'absence d'interventions médicales.
Une autre question intervient de manière importante dans les débats français sur l'eugénisme, d'ordre économique. Le Haut Conseil de la santé publique déclare en janvier 1994 que « l'analyse coût-bénéfice, quand elle se contente d'opposer le coût collectif des amniocentèses et des caryotypes et celui de la prise en charge des enfants handicapés qui n'auraient pas été dépistés — et sous l'hypothèse qu'un diagnostic positif est suivi systématiquement d'une interruption médicale de grossesse —, montre que l'activité de DPN (diagnostic prénatal) est tout à fait justifiée pour la collectivité, ».

### Trisomie 21

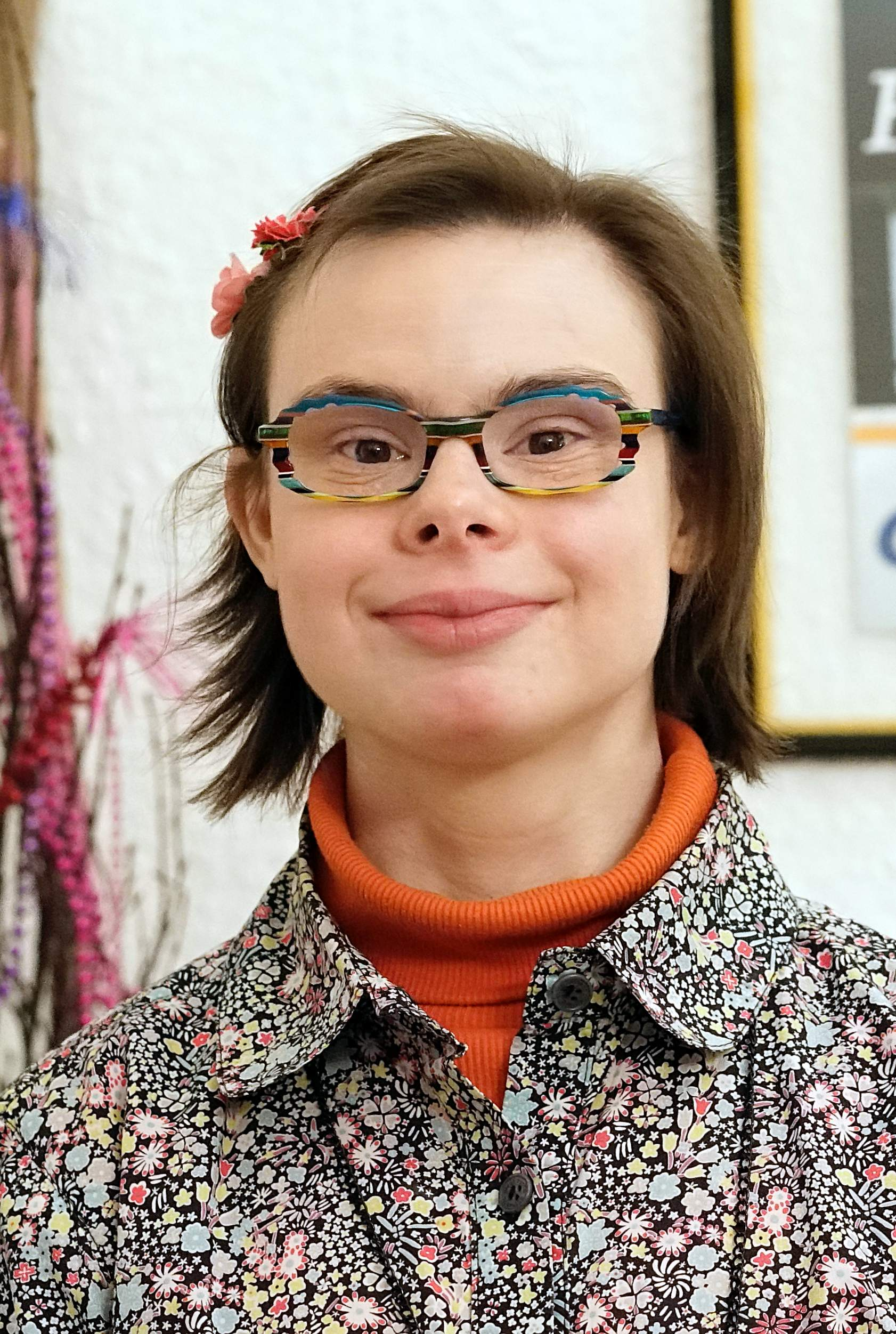
Éléonore Laloux, une personnalité française porteuse de trisomie 21, engagée politiquement durant les révisions de lois de bioéthique.

Il existe un débat social quant à savoir si le dépistage de la trisomie 21, tel qu'il est pratiqué en France, entre dans le cadre de l'eugénisme négatif,. Le 18 octobre 1996, Jean-François Mattei signale dans son rapport d'étape, Le dépistage de la trisomie 21 à l'aide des marqueurs sériques maternels, que les femmes enceintes dépistées pour la T21 peuvent entrer dans un parcours médical dont elle ignorent ou comprennent mal les tenants et aboutissants : sans leur accord clair et explicite pour une interruption de grossesse, la procédure prend une « essence eugénique, même sous le couvert pour le médecin du désir de bien faire ». Lorsque la future mère est correctement informée du caractère non obligatoire du dépistage et de l'interruption de grossesse, ce dépistage de la T21 est considéré comme n'ayant pas d'objectif eugéniste.
Deux arrêtés pris en 2009, puis la révision de loi de bioéthique de juillet 2011, ont inscrit dans la loi française l'obligation par le professionnel de santé d'informer les femmes enceintes sur l'existence du dépistage de la trisomie 21. Ce dépistage est proposé systématiquement, dans un contexte social d'acceptabilité croissante de l'interruption médicale de grossesse, tant pour les professionnels de santé que pour la population générale. 

#### Évolution des naissances d'enfants T21
Le nombre de naissances d'enfants avec trisomie 21 est difficile à estimer, car les données sont parcellaires : d'après F. Goujard, il serait passé d'une moyenne de 800 à 900 enfants en 1990 à une moyenne de 500 à 600 enfants en 2001, avec l'adoption du diagnostic par clarté nucale et marqueurs sériques, soit une réduction d'un tiers des naissances, voire davantage. Selon Gregory Katz-Bénichou, en 1999, 1 335 fœtus trisomiques ont fait l'objet d'un avortement (soit 95 % des dépistés), 357 enfants trisomiques sont nés, dont 287 qui n'ont pas été dépistés, et 70 issus de couples qui ont choisi de donner naissance à un enfant dépisté comme trisomique (soit 5 %). En 2009, le taux d'élimination pour détection de T21 en France est le plus élevé d'Europe. Durant les débats de bioéthique de 2018, le professeur de médecine Israël Nisand indique 22 naissances d'enfants trisomiques en Alsace ; il ajoute qu'environ 2 000 embryons ou fœtus avec trisomie 21 sont détectés chaque année, et font l'objet d'un avortement pour plus de 96 % des femmes. En 2020, de nombreuses personnes trisomiques françaises, peinant à trouver d'autres trisomiques comme elles, estiment être victimes d'eugénisme.

#### Prises de positions

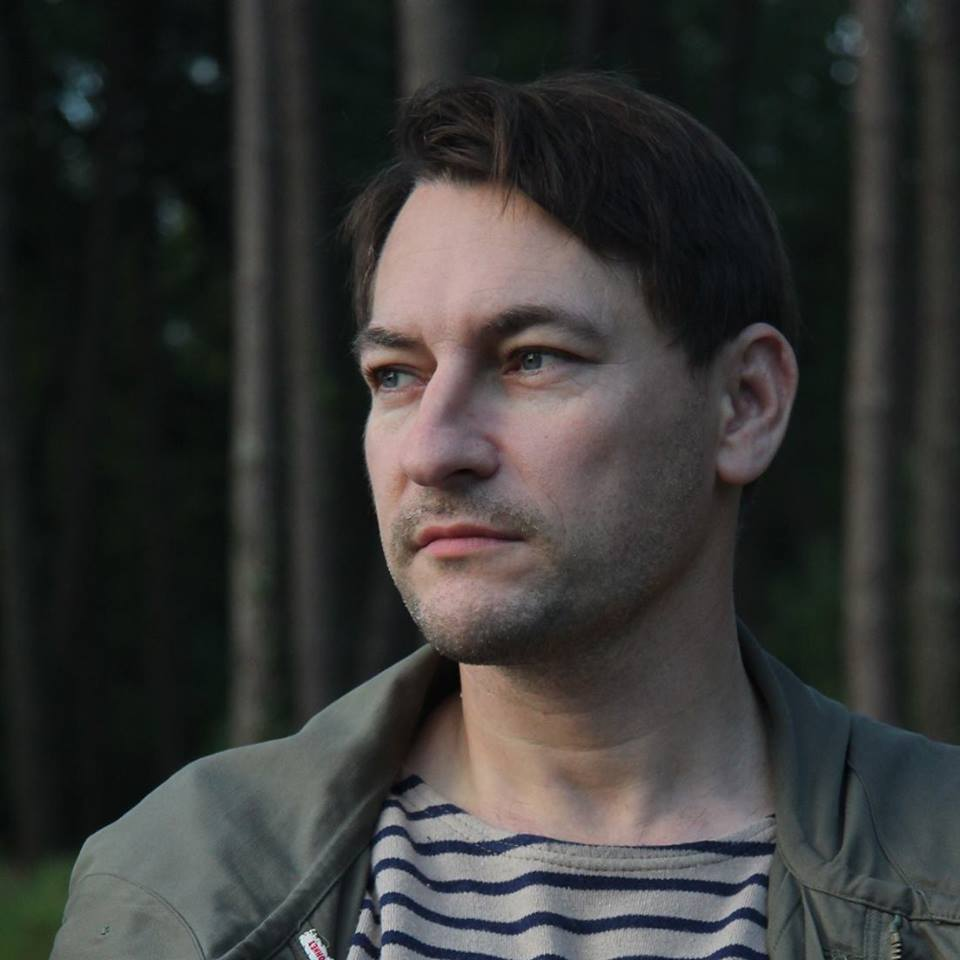
Bruno Deniel-Laurent accuse la France d'organiser un eugénisme d'État contre la trisomie 21.

Diverses associations et personnalités s'expriment quant à la politique appliquée par la France à l'égard de la trisomie 21. Ce débat est complexifié de par les engagements politiques et religieux de son principal acteur, la Fondation Jérôme-Lejeune, pour qui la France est « à la pointe de l'eugénisme » en raison de lois de bioéthiques menant à « l'élimination d'une population entière d'individus sélectionnés sur la base de leur génome, ce qui est la définition même de l'eugénisme » :
« Il est impossible de ne pas croiser la fondation Lejeune lorsque l'on travaille sur le sujet de la trisomie […] avec son éternelle obsession : l'avortement, les tests prénataux […] la rhétorique de l'extrême droite pro-vie, ses comparaisons déplacées, plusieurs fois revenues dans les discours, de l'Aktion T4 du IIIe Reich d'élimination des handicapés », dit de façon critique Yann Barte dans Les triso, les catho, Éléonore et moi. 
Pour la juriste Catherine Bachelard-Jobard, dans le contexte de dépistage et de réduction des naissances d'enfants T21, « on est sans doute très proche de la définition de l'eugénisme ». Jacques Milliez évoque un « eugénisme douteux », dans la mesure où le dépistage systématique vise à « supprimer une catégorie humaine ciblée ». Israël Nisand déclare n'être « pas loin de penser que la France pratique en la matière un eugénisme d'État ».
Selon Gregory Katz-Bénichou, « l'eugénisme gagne progressivement une biomédecine assurant le filtre des naissances », et « ce diagnostic, qui devait rester individuel et librement consenti par la future maman, s'est transformé en un dépistage de masse dont la logique systématique conduit les mères à l'avortement de la quasi-totalité des fœtus mongoliens ». L'écrivain Bruno Deniel-Laurent estime, dans son ouvrage Éloge des phénomènes, que cette situation constitue un « eugénisme d'État » contre les personnes trisomiques. Pour Jacques Testart, qui la qualifie de « désir sournois et consensuel d'eugénisme », cela « révèle une intolérance croissante des populations vis-à-vis des marginalités physiques ou mentales regroupées sous le nom de « handicaps » ». Le médecin Didier Sicard ajoute que « les parents qui désireraient la naissance de ces enfants doivent, outre la souffrance associée à ce handicap, s'exposer au regard de la communauté et à une forme de cruauté sociale née du fait qu'ils n'ont pas accepté la proposition faite par la science et entérinée par la loi ».

### Petite taille

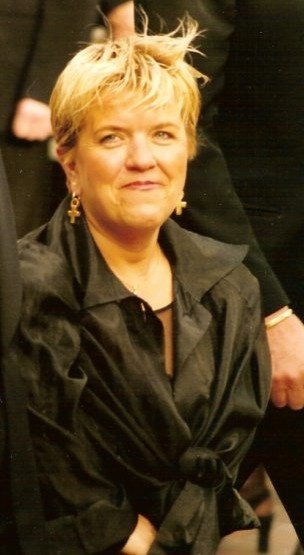
Mimie Mathy, personnalité française avec une achondroplasie.

Le médecin français Pierre Maroteaux dénonce un eugénisme contre les personnes de petite taille en 1996 : « dans l'optique actuelle de notre monde occidental, il est impossible de réussir sa vie si certains critères de taille, de poids ou de situation, ne sont pas réunis. Plus grave est le rejet de ceux qui ne répondent pas à ces critères […]. Les sujets de petite taille ont-ils encore le droit de vivre ? ». Dans sa thèse de 1997, Corinne Assouline note que la détection de la pseudoachondroplasie, caractérisée par une très petite taille et un visage typique sans déficience intellectuelle, est acceptée à 80 % comme un motif d'interruption médicale de grossesse, ce qui soulève des questions éthiques, car les raisons essentielles qui motivent la décision d'IMG sont d'ordre esthétique (morphotype), et cela pourrait aboutir à une « éradication complète ». En 2001, le philosophe Alain Etchegoyen cite la prescription massive d'hormones de croissance aux enfants atteints d'une forme de nanisme, soutenue par une publicité, parmi les pratiques témoignant d'une dérive eugénique en France.

### Surdité de naissance
Le psychanalyste André Meynard questionne l'existence d'un eugénisme libéral contre les personnes sourdes de naissance, l'une des conséquences de l'avortement sélectif et de l'usage de l'implant cochléaire après la naissance étant l'extinction progressive des personnes dont la langue des signes est le premier langage, ce qui revient à un eugénisme favorisant l'extinction des non-parlants, et l'existence normative unique des « parlants ».

## Questionnements éthiques et juridiques par technique médicale
Depuis le milieu du XXe siècle, la médicalisation des grossesses et des accouchements s'est accrue en France. Selon Jacques Testart, la France est le premier pays à faire appel à la science génétique comme aide à la procréation, avec la procréation médicalement assistée (PMA), qui permet une sélection des donneurs de sperme. Jacques Testart, pour qui les médecins et scientifiques « sont amenés à jouer le rôle d'exécutants du fantasme normatif », alerte depuis de longues années quant au potentiel eugénique de certaines techniques médicales, en particulier le DPI, une position à laquelle s'oppose Pierre-André Taguieff, sur la base de divergences dans la définition de l'eugénisme.

### Diagnostic / dépistage prénatal (DPN)

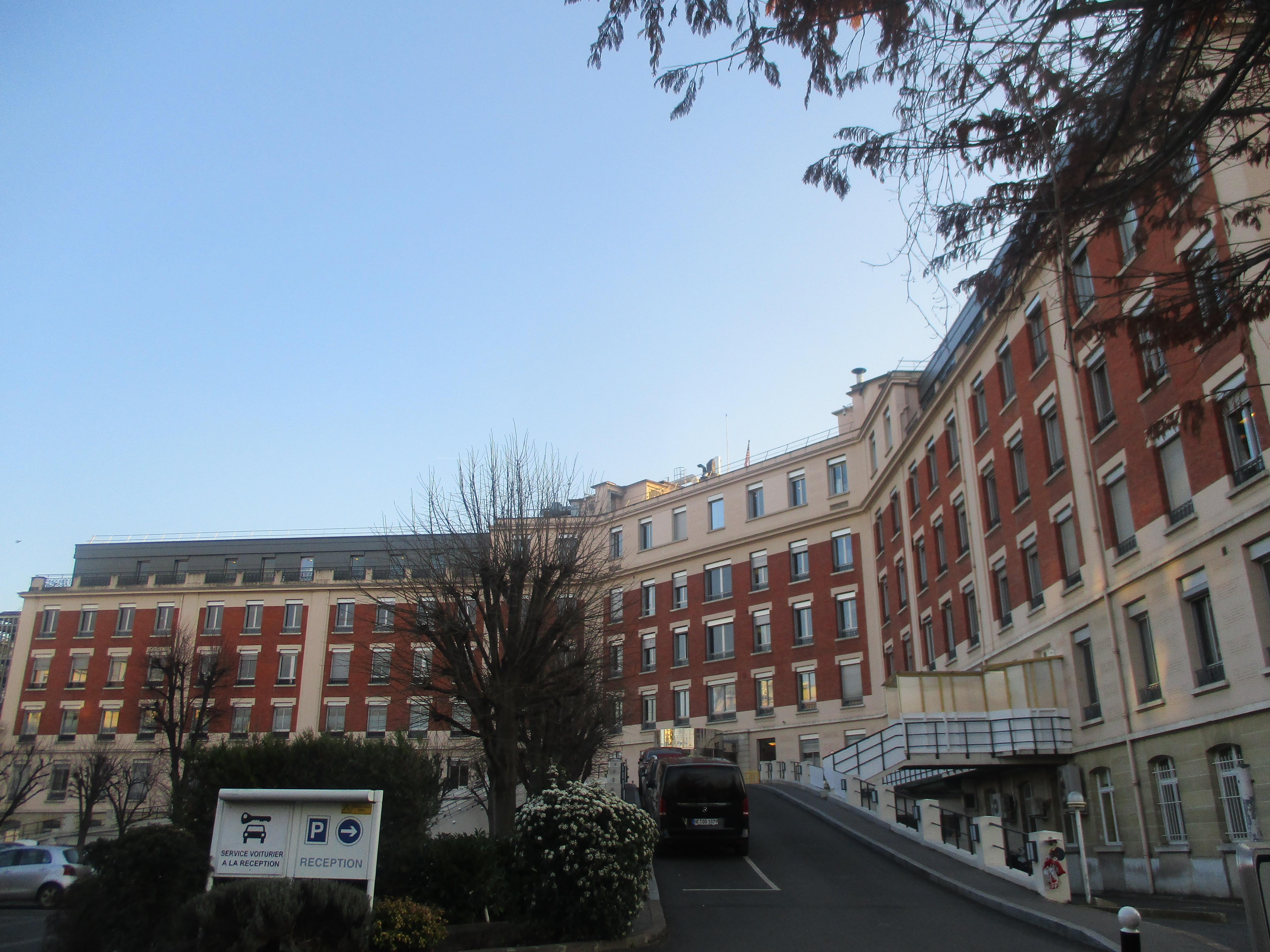
L'Hôpital américain de Paris, dont l'unité de diagnostic prénatal propose des dépistages hors du cadre d'approbation permis par la loi française.

Selon la loi française (article L. 162-16, premier alinéa, dans le Code de la santé publique), le diagnostic prénatal « a pour but de détecter in utero chez l'embryon ou bien chez le fœtus une affection d'une particulière gravité ». Cette loi de 1994 exclut théoriquement les diagnostics de convenance personnelle visant à connaître les caractéristiques de l'enfant à naître. Il peut mener à des faux positifs (diagnostics de maladies ou handicaps qui en réalité n'existent pas) ou à des faux négatifs (maladies ou handicaps que ce dépistage n'a pas détectés). Pour la juriste Catherine Bachelard-Jobard, le diagnostic prénatal « ne peut être considéré comme eugénique dans ses intentions », dans la mesure où il vise à empêcher des maladies graves, et non à améliorer le patrimoine génétique de la population française. Cependant, il permet aussi de sélectionner les enfants à naître, ce qui constitue un objectif eugénique.
La technique par amniocentèse est mise en place en France durant les années 1970, essentiellement pour repérer la trisomie 21, en révolutionnant le conseil génétique, car pour la première fois, il est possible d'éliminer un fœtus suspecté de handicap ou de maladie avant sa naissance. Le DPN s'étend au cours des années suivantes aux drépanocytoses, thalassémies, hémophilies, myopathies de Duchenne, au syndrome de l'X fragile, etc. Après détection, une interruption de grossesse pour motifs thérapeutiques est généralement proposée à la future mère.
Pour Didier Sicard, président du Comité consultatif national d'éthique (en 2007), « l'essentiel de l'activité de dépistage prénatal vise à la suppression et non pas au traitement. Ainsi, ce dépistage renvoie à une perspective terrifiante : celle de l'éradication. Et ceci est peut-être plus vrai en France que dans d'autres pays. ». Il ajoute qu'« en France, la généralisation du dépistage est, certes, fondée sur la notion de proposition, mais dans la pratique il est, de fait, devenu quasi obligatoire ». Durant les débats de bioéthique de 2018, Israël Nisand se base sur sa pratique du DPN pour déclarer que « la France fait de l'eugénisme à un degré qu'aucun autre État libéral n'a atteint », et que cette technique est essentiellement employée pour « veiller à ce que les 2,3 % d'enfants nés avec des malformations, dont 50 % sont graves, ne puissent pas venir au monde ».
L'unité de diagnostic prénatal de l'hôpital américain de Paris, qui est privée, proposait en 2013, alors malgré l'absence d'approbation par les autorités sanitaires françaises, un dépistage prénatal sanguin de la trisomie 21, ce que le journaliste médical Jean-Yves Nau qualifie d'« eugénisme démocratique », précipitant « l'arrivée d'un monde à la « Bienvenue à Gattaca » ». Il pratique aussi, au moins depuis 2018, le dépistage de certaines mutations à l'origine de l'autisme, en proposant ensuite une interruption médicale de grossesse à la future mère.

### Interruption médicale de grossesse (IMG)
En France, l'interruption médicale de grossesse (IMG) est régie différemment de l'interruption volontaire de grossesse (IVG), car cet avortement thérapeutique, découlant très généralement d'un diagnostic prénatal, est autorisé à tout moment de la grossesse en vertu de l'article L. 162-12 du Code de la santé.
L'historien et sociologue Alain Drouard estime que l'avortement thérapeutique relève d'une forme d'application de l'eugénisme.
Les futurs parents qui ont recours à l'IMG ne le font pas dans un objectif eugénique, mais en fonction de leur capacité et de leur volonté d'accueillir un enfant handicapé ou malade. La question eugénique se pose à travers les critères qui poussent les futurs parents à recourir à l'IMG, ce choix d'IMG étant motivé sur la base de l'intérêt des parents (ainsi que de leurs conditions économiques et sociales), et non de celui de l'enfant à naître. Ainsi, une dérive dans les critères d'application de l'IMG est observée, des fœtus faisant l'objet d'un avortement pour des motifs qui ne constituent pas une maladie grave et incurable, tels qu'un bec de lièvre ou des membres plus courts que la normale, potentiellement annonciateurs d'une forme de nanisme. Il existe aussi une dérive à travers la recherche de possibilité de recourir à l'IMG en cas de maladies curables, telles que la phénylcétonurie.

### Diagnostic préimplantatoire (DPI)

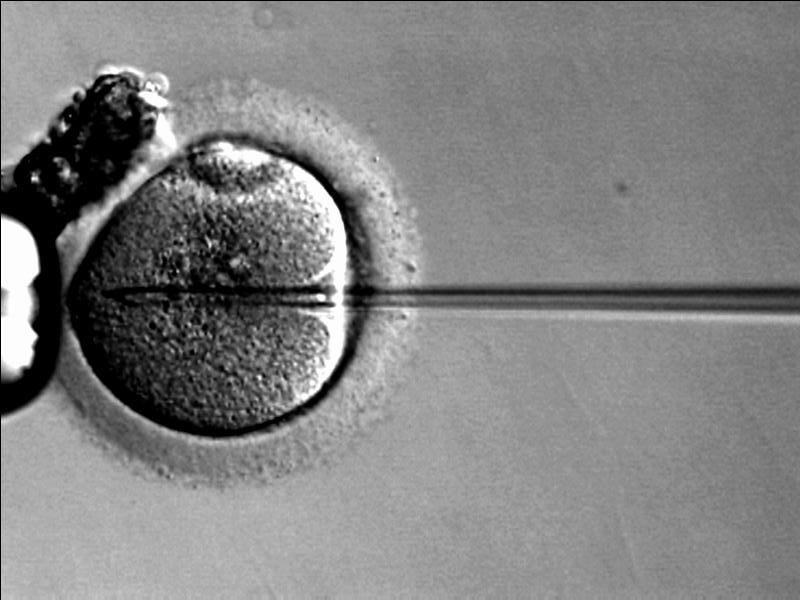
Fécondation in vitro par injection intra-cytoplasmique de spermatozoïde.

Le diagnostic préimplantatoire (DPI) est autorisé en France depuis 1994, dans le cadre d'un parcours médical strictement encadré, pour des couples à risque de transmettre une maladie génétique à leur futur enfant,. Il repose sur le prélèvement d'une ou de deux cellules d'un embryon issu de fécondation in vitro, au 3e jour. Il constitue la pratique médicale dont la potentialité eugénique est la plus menaçante,,. 
Selon l'Agence de biomédecine, les trois quarts des 918 demandes de DPI qu'elle a examinées en 2016 ont été acceptées, avec 774 transferts d'embryons, 251 débuts de grossesse et 199 naissances d'enfants vivants.
Le député Philippe Berta a proposé un dépistage préimplantatoire des aneuploïdies (et donc des trisomies) dans le cadre de la révision de loi de bioéthique de 2019, qui a fait débat quant à sa nature eugénique, et n'a pas été adopté.

### Sélection des gamètes
Les techniques basées sur le don de sperme et le don d'ovocyte posent une question eugénique, selon les médecins Pierre Jalbert et Georges David, en raison de la sélection effectuée parmi les donneurs, sous contrôle médical (fertilité et « qualité génétique »), avec des choix d'appariement. Cette question eugénique se pose particulièrement dans le cadre des « défauts génétiques » qui entraînent l'exclusion des donneurs, ainsi que le souligne Jacques Testart, qui qualifie cette sélection de « pratique [qui] reprend discrètement le projet améliorateur de l'eugénisme galtonien ». La position du Centre d'étude et de conservation des œufs et du sperme humains (CECOS) en France est de n'éliminer que les maladies « graves et incurables ».

### Thérapie génique et thérapie germinale
La thérapie germinale, soutenue par le généticien Daniel Cohen en 1993 ainsi que par le médecin Jacques Milliez en 1999, permet de corriger des défauts tels que l'infertilité directement dans le sperme du père ; elle dispose d'un potentiel orthogénique en amont du tri embryonnaire.

### CRISPR-cas9 et autres outils d'ingénierie génomique
Le développement récent d'outils permettant d'éditer le génome humain (dits « ciseaux génétiques »), dont le plus connu est CRISPR-cas9, pose un nouveau problème d'éthique dans la mesure où ils pourraient devenir « des outils privilégiés d'une forme d’eugénisme ». La technique d'édition du génome est surtout liée à l'eugénisme « positif », en permettant de sélectionner les individus selon l'expression de gènes liés par exemple à l'intelligence.

#### Ouvrages
- [Bachelard-Jobard 2001] Catherine Bachelard-Jobard, L'eugénisme, la science et le droit, Presses Universitaires de France, coll. « Partage du savoir », 2001, 368 p. (ISBN 978-2-13-063850-6 et 2-13-063850-3, OCLC 907647395, lire en ligne)
- [Carol 1995] Anne Carol, Histoire de l'eugénisme en France : Les médecins et la procréation XIXe – XXe siècles, Paris, Le Seuil, coll. « L'Univers historique », 1995
- [Gardou 2012] Charles Gardou, Connaître le handicap, reconnaître la personne, Toulouse, Eres, coll. « Connaissances de la diversité », 2012, 256 p. (ISBN 978-2-7492-2493-0 et 2-7492-2493-4, lire en ligne)
- [Milliez 1999] Jacques Milliez, L'euthanasie du foetus : médecine ou eugénisme ?, Paris, Odile Jacob, coll. « Médecine », 1999, 218 p. (ISBN 2-7381-0682-X et 9782738106827, lire en ligne)
- [Rosental 2016] Paul-André Rosental, Destins de l'eugénisme, Paris, Le Seuil, coll. « La Librairie du XXIe siècle », 21 janvier 2016, 576 p. (ISBN 978-2-02-095027-5)
- [Schneider 1990] (en) William Schneider, Quality and Quantity, The quest for biological regeneration in twentieth-Century France, Cambridge, Cambridge University Press, 1990, 392 p. (ISBN 0-521-37498-7)
- [Testart 2018] Jacques Testart, Des hommes probables : De la procréation aléatoire à la reproduction normative, Média Diffusion, 2018, 286 p. (ISBN 978-2-02-141547-6 et 2-02-141547-3, lire en ligne)

#### Articles et chapitres
- [Carol 1990] Anne Carol, « Les enfants de l'amour : à propos de l'eugénisme au XIXe siècle », Romantisme, vol. 20, no 68,‎ 1990, p. 87–95 (DOI 10.3406/roman.1990.6128, lire en ligne, consulté le 28 juillet 2020)
- [Carol 1996] Anne Carol, « Médecine et eugénisme en France, ou le rêve d'une prophylaxie parfaite (XIXe - première moitié du XXe siècle) », Revue d’histoire moderne et contemporaine, vol. 43, no 4,‎ 1996, p. 618–631 (ISSN 0048-8003, DOI 10.3406/rhmc.1996.1842, lire en ligne, consulté le 26 juillet 2020)
- [Déchaux 2017] Jean-Hugues Déchaux, « L’hypothèse du ”bébé sur mesure” », Revue française des affaires sociales, La documentation française,‎ 2017, p. 193-212 (lire en ligne)
- [Drouard 1992] Alain Drouard, « Aux origines de l'eugénisme en France : le néo-malthusianisme (1896-1914) », Population, vol. 47, no 2,‎ 1992, p. 435–459 (DOI 10.2307/1533917, lire en ligne, consulté le 21 août 2020)
- [Fogarty et Osborne 2010] (en) Richard S. Fogarty et Michael A. Osborne, « Eugenics in France and the Colonies », dans The Oxford Handbook of the History of Eugenics, Oxford University Press, 3 août 2010 (DOI 10.1093/oxfordhb/9780195373141.013.0020, lire en ligne)
- [Hofffbeck 2013] Valentine Hoffbeck, « Le catholicisme à l’épreuve de l’eugénisme en France et en Allemagne (1919-1934) », Revue d’Allemagne et des pays de langue allemande, vol. 45, nos 45-2,‎ 30 décembre 2013, p. 433–448 (ISSN 0035-0974, DOI 10.4000/allemagne.1754, lire en ligne, consulté le 27 juillet 2020)
- [Katz-Bénichou 2007] Gregory Katz-Bénichou, « L'inepte et l'inapte », dans Corps normalisé, corps stigmatisé, corps racialisé, De Boeck Supérieur, 2007, 313-330 p. (ISBN 978-2-8041-5550-6, DOI 10.3917/dbu.boets.2007.01.0313, lire en ligne)
- [Léonard 1986] Jacques Léonard, « Les origines et les conséquences de l'eugénique en France », Annales de démographie historique, no 1,‎ 1986, p. 203–214 (ISSN 0066-2062, DOI 10.3406/adh.1986.1633, lire en ligne, consulté le 26 juillet 2020)
- [Moyse 2001] Danielle Moyse, « Maintenir le terme d'« eugénisme » pour désigner la présente gestion sélective des naissances ? », dans Bien naître – bien être – bien mourir. Propos sur l’eugénisme et l’euthanasie, Toulouse, ERES, coll. « Réponses philosophiques », 2001, 33-44 p. (lire en ligne)
- [Mucchielli 2006] (en) Laurent Mucchielli, « Criminology, Hygienism, and Eugenics in France, 1870-1914: The Medical Debates on the Elimination of “Incorrigible” Criminals », dans Criminals and their Scientists, Cambridge University Press, 2006 (ISBN 978-1-139-05240-5, lire en ligne), p. 207–230
- [Schneider 1982] (en) William Schneider, « Toward the Improvement of the Human Race: The History of Eugenics in France », The Journal of Modern History, vol. 54, no 2,‎ juin 1982, p. 268–291 (ISSN 0022-2801 et 1537-5358, DOI 10.1086/244134, lire en ligne, consulté le 4 août 2020)
- [Schneider 1986] William Howard Schneider, « L'eugénisme en France : le tournant des années trente », Sciences Sociales et Santé, vol. 4, no 3,‎ 1986, p. 81–114 (DOI 10.3406/sosan.1986.1041, lire en ligne, consulté le 11 août 2020)
- [Schneider 1990] (en) William Schneider, « The Eugenics Movement in France, 1890-1940 », dans The Wellborn Science: Eugenics in Germany, France, Brazil, and Russia, Oxford University Press, 1990, 242 p. (ISBN 0195053613 et 9780195053616)
- [Taguieff 1991] Pierre-André Taguieff, « L'introduction de l'eugénisme en France : du mot à l'idée », Mots. Les langages du politique, vol. 26, no 1,‎ 1991, p. 23–45 (DOI 10.3406/mots.1991.1592, lire en ligne, consulté le 27 juillet 2020)
- [Taguieff 1994] Pierre-André Taguieff, « Eugénisme ou décadence ? L'exception française », Ethnologie française, vol. 24, no 1,‎ 1994, p. 81–103 (JSTOR 40989526)
- [Taguieff 2015] Pierre-André Taguieff, « Eugénisme ou décadence ? L'exception française », dans Ni gauche, ni droite : Les chassés-croisés idéologiques des intellectuels français et allemands dans l’Entre-deux-guerres, Maison des Sciences de l’Homme d’Aquitaine, coll. « Politiques et élites », 2015 (ISBN 978-2-85892-587-2, DOI 10.4000/books.msha.19804), p. 31–58
- [Terrenoire 2005] Gwen Terrenoire, « L'eugénisme en France avant 1939 », Revue d'histoire de la Shoah, vol. 183, no 2,‎ 2005, p. 49 (ISSN 2111-885X et 2553-6141, DOI 10.3917/rhsho.183.0049, lire en ligne, consulté le 27 juillet 2020)
- [Testart 2006] Jacques Testart, « L'eugénisme médical aujourd'hui et demain », dans L'éternel retour de l'eugénisme, Presses universitaires de France, coll. « Science, histoire et société », 2006, 317 p.
- [Testart 2011] Jacques Testart, « Le diagnostic préimplantatoire (DPI) : outil idéal pour un nouvel eugénisme », dans La vie à son début, Lavoisier, coll. « Rapports de l'Académie nationale de médecine », 2011, 159 p. (ISBN 225720431X et 9782257204318)